# Schmalspurbahn Wolkenstein–Jöhstadt
| Ausschnitt aus der Streckenkarte Sachsens 1902 |                                                  |                                                         |                                                         |
| Streckennummer: | 6975; sä. WJ                                     |                                                         |                                                         |
| Kursbuchstrecke: | 140c (1934) 169s (1946) 422 (1984) 12600 (2008); |                                                         |                                                         |
| Streckenlänge: | 24,328 km                                        |                                                         |                                                         |
| Spurweite: | 750 mm (Schmalspur)                              |                                                         |                                                         |
| Maximale Neigung: | 25 ‰                                             |                                                         |                                                         |
| Minimaler Radius: | 80 m                                             |                                                         |                                                         |
| Streckengeschwindigkeit: | 25 km/h                                          |                                                         |                                                         |
| |                                                  |                                                         |                                                         |
| \| \| 0,000 \| Wolkenstein (Schmalspurbahnhof) \| 392 m \| \| \| \| von Flöha (Normalspur) \| \| \| \| \| Dreischienengleis 1435 / 750 mm (abgebaut) \| \| \| \| \| Zschopau (55 m) \| \| \| \| \| Zschopau (66,79 m) \| \| \| \| 1,90 \| Abzw Wolkenstein Stw 1 \| Abzw Wolkenstein Stw 1 \| \| \| \| nach Annaberg-Buchholz unt Bf (Normalspur) \| \| \| \| 2,010 \| Zschopau (54 m) \| Zschopau (54 m) \| \| \| 2,736 \| Preßnitz (24 m) \| Preßnitz (24 m) \| \| \| 3,212 \| Preßnitz (24 m) \| Preßnitz (24 m) \| \| \| 3,584 \| Preßnitz (37,2 m) \| Preßnitz (37,2 m) \| \| \| 3,745 \| Mühlgraben (31,5 m) \| Mühlgraben (31,5 m) \| \| \| 3,830 \| Streckewalde \| 417 m \| \| \| 3,977 \| Preßnitz (26,5 m) \| Preßnitz (26,5 m) \| \| \| 4,306 \| Preßnitz (27,9 m) \| Preßnitz (27,9 m) \| \| \| 4,846 \| Preßnitz (40,8 m) \| Preßnitz (40,8 m) \| \| \| 5,257 \| Preßnitz (17,88 m) \| Preßnitz (17,88 m) \| \| \| 5,555 \| Preßnitz (23,92 m) \| Preßnitz (23,92 m) \| \| \| 5,732 \| Mühlgraben (11,35 m) \| Mühlgraben (11,35 m) \| \| \| 5,941 \| Preßnitz (27,54 m) \| Preßnitz (27,54 m) \| \| \| 6,040 \| Großrückerswalde \| 442 m \| \| \| 7,017 \| Preßnitz (17,88 m) \| Preßnitz (17,88 m) \| \| \| 7,582 \| Preßnitz (26,4 m) \| Preßnitz (26,4 m) \| \| \| 7,836 \| Preßnitz (32,8 m) \| Preßnitz (32,8 m) \| \| \| 9,156 \| Preßnitz (26,4 m) \| Preßnitz (26,4 m) \| \| \| 9,271 \| Werkgraben (11,7 m) \| Werkgraben (11,7 m) \| \| \| 9,369 \| Preßnitz (31,8 m) \| Preßnitz (31,8 m) \| \| \| 9,424 \| Niederschmiedeberg \| 481 m \| \| \| \| Anschluss dkk \| \| \| \| 9,944 \| Mühlgraben (13,36 m) \| Mühlgraben (13,36 m) \| \| \| 10,843 \| Preßnitz (31,8 m) \| Preßnitz (31,8 m) \| \| \| 12,417 \| Preßnitz (23,95 m) \| Preßnitz (23,95 m) \| \| \| 12,749 \| Preßnitz (48 m) \| Preßnitz (48 m) \| \| \| 13,357 \| Preßnitz (18,58 m) \| Preßnitz (18,58 m) \| \| \| 13,550 \| Oberschmiedeberg \| 525 m \| \| \| 14,220 \| Preßnitzbrücke (17,68 m) \| Preßnitzbrücke (17,68 m) \| \| \| 14,577 \| Oberschaar (69,5 m) \| Oberschaar (69,5 m) \| \| \| 14,63 \| Mühlgraben (20,64 m) \| Mühlgraben (20,64 m) \| \| \| 14,750 \| (Gleisende) \| (Gleisende) \| \| \| 14,812 \| Preßnitz (14,76 m) \| Preßnitz (14,76 m) \| \| \| 14,956 \| Steinbach (bei Jöhstadt) \| 543 m \| \| \| 15,500 \| Wildbach (seit 2000) \| 545 m \| \| \| 16,226 \| Preßnitz (23,75 m) \| Preßnitz (23,75 m) \| \| \| 16,560 \| Stolln (seit 1998) \| 560 m \| \| \| 16,588 \| Preßnitz (19,5 m) \| Preßnitz (19,5 m) \| \| \| 18,350 \| Forellenhof (seit 1996) \| 590 m \| \| \| 18,727 \| Preßnitz (16 m) \| Preßnitz (16 m) \| \| \| 18,920 \| Schmalzgrube \| 598 m \| \| \| 19,017 \| Schwarzwasser (13,02 m) \| Schwarzwasser (13,02 m) \| \| \| 21,200 \| Loreleifelsen (seit 1994) \| 650 m \| \| \| 21,410 \| Schwarzwasser (26 m) \| Schwarzwasser (26 m) \| \| \| 21,675 \| Schwarzwasser (34 m) \| Schwarzwasser (34 m) \| \| \| 21,770 \| Schlössel \| 666 m \| \| \| 22,223 \| Schwarzwasser (13,2 m) \| Schwarzwasser (13,2 m) \| \| \| 22,400 \| Ausstellungs- und Fahrzeughalle (seit 2014) \| 675 m \| \| \| 22,592 \| Mühlgraben (18,5 m) \| Mühlgraben (18,5 m) \| \| \| 22,950 \| Jöhstadt \| 684 m \| \| \| 23,250 \| (Gleisende) \| (Gleisende) \| \| \| 23,260 \| Schwarzwasser \| Schwarzwasser \| \| \| 23,56 \| von Angerscher Möbel- und Fladerscher Fabrik Dürrenberg \| von Angerscher Möbel- und Fladerscher Fabrik Dürrenberg \| \| \| 23,575 \| Schwarzwasser \| Schwarzwasser \| \| \| 24,328 \| Jöhstadt Ldst. \| 702 m \| \| \| 24,380 \| (Streckenende) \| (Streckenende) \| |                                                  |                                                         |                                                         |
| Kopfbahnhof Streckenanfang (Strecke außer Betrieb) | 0,000                                            | Wolkenstein (Schmalspurbahnhof)                         | 392 m                                                   |
| Abzweig ehemals geradeaus und von rechts |                                                  | von Flöha (Normalspur)                                  | von Flöha (Normalspur)                                  |
| Strecke |                                                  | Dreischienengleis 1435 / 750 mm (abgebaut)              | Dreischienengleis 1435 / 750 mm (abgebaut)              |
| Brücke über Wasserlauf |                                                  | Zschopau (55 m)                                         | Zschopau (55 m)                                         |
| Brücke über Wasserlauf |                                                  | Zschopau (66,79 m)                                      | Zschopau (66,79 m)                                      |
| ehemalige Blockstelle | 1,90                                             | Abzw Wolkenstein Stw 1                                  | Abzw Wolkenstein Stw 1                                  |
| Abzweig ehemals geradeaus und nach rechts |                                                  | nach Annaberg-Buchholz unt Bf (Normalspur)              | nach Annaberg-Buchholz unt Bf (Normalspur)              |
| Brücke über Wasserlauf (Strecke außer Betrieb) | 2,010                                            | Zschopau (54 m)                                         | Zschopau (54 m)                                         |
| Brücke über Wasserlauf (Strecke außer Betrieb) | 2,736                                            | Preßnitz (24 m)                                         | Preßnitz (24 m)                                         |
| Brücke über Wasserlauf (Strecke außer Betrieb) | 3,212                                            | Preßnitz (24 m)                                         | Preßnitz (24 m)                                         |
| Brücke über Wasserlauf (Strecke außer Betrieb) | 3,584                                            | Preßnitz (37,2 m)                                       | Preßnitz (37,2 m)                                       |
| Brücke über Wasserlauf (Strecke außer Betrieb) | 3,745                                            | Mühlgraben (31,5 m)                                     | Mühlgraben (31,5 m)                                     |
| Haltepunkt / Haltestelle (Strecke außer Betrieb) | 3,830                                            | Streckewalde                                            | 417 m                                                   |
| Brücke über Wasserlauf (Strecke außer Betrieb) | 3,977                                            | Preßnitz (26,5 m)                                       | Preßnitz (26,5 m)                                       |
| Brücke über Wasserlauf (Strecke außer Betrieb) | 4,306                                            | Preßnitz (27,9 m)                                       | Preßnitz (27,9 m)                                       |
| Brücke über Wasserlauf (Strecke außer Betrieb) | 4,846                                            | Preßnitz (40,8 m)                                       | Preßnitz (40,8 m)                                       |
| Brücke über Wasserlauf (Strecke außer Betrieb) | 5,257                                            | Preßnitz (17,88 m)                                      | Preßnitz (17,88 m)                                      |
| Brücke über Wasserlauf (Strecke außer Betrieb) | 5,555                                            | Preßnitz (23,92 m)                                      | Preßnitz (23,92 m)                                      |
| Brücke über Wasserlauf (Strecke außer Betrieb) | 5,732                                            | Mühlgraben (11,35 m)                                    | Mühlgraben (11,35 m)                                    |
| Brücke über Wasserlauf (Strecke außer Betrieb) | 5,941                                            | Preßnitz (27,54 m)                                      | Preßnitz (27,54 m)                                      |
| Bahnhof (Strecke außer Betrieb) | 6,040                                            | Großrückerswalde                                        | 442 m                                                   |
| Brücke über Wasserlauf (Strecke außer Betrieb) | 7,017                                            | Preßnitz (17,88 m)                                      | Preßnitz (17,88 m)                                      |
| Brücke über Wasserlauf (Strecke außer Betrieb) | 7,582                                            | Preßnitz (26,4 m)                                       | Preßnitz (26,4 m)                                       |
| Brücke über Wasserlauf (Strecke außer Betrieb) | 7,836                                            | Preßnitz (32,8 m)                                       | Preßnitz (32,8 m)                                       |
| Brücke über Wasserlauf (Strecke außer Betrieb) | 9,156                                            | Preßnitz (26,4 m)                                       | Preßnitz (26,4 m)                                       |
| Brücke über Wasserlauf (Strecke außer Betrieb) | 9,271                                            | Werkgraben (11,7 m)                                     | Werkgraben (11,7 m)                                     |
| Brücke über Wasserlauf (Strecke außer Betrieb) | 9,369                                            | Preßnitz (31,8 m)                                       | Preßnitz (31,8 m)                                       |
| Bahnhof (Strecke außer Betrieb) | 9,424                                            | Niederschmiedeberg                                      | 481 m                                                   |
| Abzweig geradeaus und von rechts (Strecke außer Betrieb) |                                                  | Anschluss dkk                                           | Anschluss dkk                                           |
| Brücke über Wasserlauf (Strecke außer Betrieb) | 9,944                                            | Mühlgraben (13,36 m)                                    | Mühlgraben (13,36 m)                                    |
| Brücke über Wasserlauf (Strecke außer Betrieb) | 10,843                                           | Preßnitz (31,8 m)                                       | Preßnitz (31,8 m)                                       |
| Brücke über Wasserlauf (Strecke außer Betrieb) | 12,417                                           | Preßnitz (23,95 m)                                      | Preßnitz (23,95 m)                                      |
| Brücke über Wasserlauf (Strecke außer Betrieb) | 12,749                                           | Preßnitz (48 m)                                         | Preßnitz (48 m)                                         |
| Brücke über Wasserlauf (Strecke außer Betrieb) | 13,357                                           | Preßnitz (18,58 m)                                      | Preßnitz (18,58 m)                                      |
| Bahnhof | 13,550                                           | Oberschmiedeberg                                        | 525 m                                                   |
| Brücke über Wasserlauf (Strecke außer Betrieb) | 14,220                                           | Preßnitzbrücke (17,68 m)                                | Preßnitzbrücke (17,68 m)                                |
| Brücke (Strecke außer Betrieb) | 14,577                                           | Oberschaar (69,5 m)                                     | Oberschaar (69,5 m)                                     |
| Brücke über Wasserlauf (Strecke außer Betrieb) | 14,63                                            | Mühlgraben (20,64 m)                                    | Mühlgraben (20,64 m)                                    |
| | 14,750                                           | (Gleisende)                                             | (Gleisende)                                             |
| Brücke über Wasserlauf | 14,812                                           | Preßnitz (14,76 m)                                      | Preßnitz (14,76 m)                                      |
| Bahnhof | 14,956                                           | Steinbach (bei Jöhstadt)                                | 543 m                                                   |
| Haltepunkt / Haltestelle | 15,500                                           | Wildbach (seit 2000)                                    | 545 m                                                   |
| Brücke über Wasserlauf | 16,226                                           | Preßnitz (23,75 m)                                      | Preßnitz (23,75 m)                                      |
| Haltepunkt / Haltestelle | 16,560                                           | Stolln (seit 1998)                                      | 560 m                                                   |
| Brücke über Wasserlauf | 16,588                                           | Preßnitz (19,5 m)                                       | Preßnitz (19,5 m)                                       |
| Haltepunkt / Haltestelle | 18,350                                           | Forellenhof (seit 1996)                                 | 590 m                                                   |
| Brücke über Wasserlauf | 18,727                                           | Preßnitz (16 m)                                         | Preßnitz (16 m)                                         |
| Bahnhof | 18,920                                           | Schmalzgrube                                            | 598 m                                                   |
| Brücke über Wasserlauf | 19,017                                           | Schwarzwasser (13,02 m)                                 | Schwarzwasser (13,02 m)                                 |
| Haltepunkt / Haltestelle | 21,200                                           | Loreleifelsen (seit 1994)                               | 650 m                                                   |
| Brücke über Wasserlauf | 21,410                                           | Schwarzwasser (26 m)                                    | Schwarzwasser (26 m)                                    |
| Brücke über Wasserlauf | 21,675                                           | Schwarzwasser (34 m)                                    | Schwarzwasser (34 m)                                    |
| Bahnhof | 21,770                                           | Schlössel                                               | 666 m                                                   |
| Brücke über Wasserlauf | 22,223                                           | Schwarzwasser (13,2 m)                                  | Schwarzwasser (13,2 m)                                  |
| Haltepunkt / Haltestelle | 22,400                                           | Ausstellungs- und Fahrzeughalle (seit 2014)             | 675 m                                                   |
| Brücke über Wasserlauf | 22,592                                           | Mühlgraben (18,5 m)                                     | Mühlgraben (18,5 m)                                     |
| Bahnhof | 22,950                                           | Jöhstadt                                                | 684 m                                                   |
| | 23,250                                           | (Gleisende)                                             | (Gleisende)                                             |
| Brücke über Wasserlauf (Strecke außer Betrieb) | 23,260                                           | Schwarzwasser                                           | Schwarzwasser                                           |
| Abzweig geradeaus und von links (Strecke außer Betrieb) | 23,56                                            | von Angerscher Möbel- und Fladerscher Fabrik Dürrenberg | von Angerscher Möbel- und Fladerscher Fabrik Dürrenberg |
| Brücke über Wasserlauf (Strecke außer Betrieb) | 23,575                                           | Schwarzwasser                                           | Schwarzwasser                                           |
| Dienststation / Betriebs- oder Güterbahnhof (Strecke außer Betrieb) | 24,328                                           | Jöhstadt Ldst.                                          | 702 m                                                   |
| | 24,380                                           | (Streckenende)                                          | (Streckenende)                                          |

Die Schmalspurbahn Wolkenstein–Jöhstadt (auch Preßnitztalbahn) war eine sächsische Schmalspurbahn mit einer Spurweite von 750 mm im mittleren bzw. oberen Erzgebirge. Sie führte von Wolkenstein bis an die sächsisch-böhmische Landesgrenze bei Jöhstadt. Sie verlief ab Wolkenstein zunächst etwa zwei Kilometer im Zschopautal, bis Schmalzgrube im Preßnitztal und danach im Schwarzwassertal. Die in den Jahren 1984 und 1986 in zwei Etappen stillgelegte Strecke wurde zwischen 1992 und 2000 auf dem Abschnitt Steinbach–Jöhstadt als Museumsbahn wiederaufgebaut. Im Jahr 2023 erfolgte der Wiederaufbau des Bahnhofes Oberschmiedeberg, der in den nächsten Jahren mit Steinbach verbunden werden soll.

## Geschichte

### Vorgeschichte
Vor dem Bau der Schmalspurbahn bestanden im Preßnitztal etwa 60 bis 70 von der Wasserkraft abhängige Betriebe, wie Mühlen, Sägewerke und auch Papiermühlen. Der An- und Abtransport der produzierten Waren konnte zu dieser Zeit nur über steile Wege aus dem Tal heraus erfolgen, da auch noch keine Straße im Preßnitztal bestand. Nach Fertigstellung der Zschopautalbahn Chemnitz–Annaberg 1866 (1872 bis Weipert und auf böhmischer Seite bis Komotau verlängert) und Fertigstellung der Flöhatalbahn Chemnitz–Reitzenhain 1875 besserte sich die Situation, das grundsätzliche verkehrliche Problem für das Preßnitztal bestand jedoch fort.
Ein erstes Eisenbahnprojekt zur Erschließung des Preßnitztals wurde schon 1869 vorgestellt, als eine zweigleisige Hauptbahn Chemnitz–Komotau–Prag durch das Preßnitztal führen sollte. Zugunsten der Strecke über Weipert wurde das Projekt nicht realisiert.
Schon um 1869/70 war in Sachsen die Notwendigkeit erkannt worden, ländliche und gebirgige Gebiete mit Bahnen untergeordneter Bedeutung zu erschließen, mit sogenannten Sekundärbahnen. Erstmals 1874 erging eine Petition der Stadt Jöhstadt an den Sächsischen Landtag mit der Forderung, eine solche Sekundärbahn im Preßnitztal zu bauen. Es sollte jedoch noch bis 1879 dauern, bis in Sachsen der Bau der ersten Sekundärbahnen begann (Pirna–Berggießhübel).
Weitere in den 1880er Jahren an den sächsischen Landtag gerichtete Gesuche führten schließlich zum Erfolg und der Bau einer schmalspurigen Bahn durch das Preßnitztal wurde 1890 genehmigt. Die Strecke sollte in Wolkenstein an der Zschopautalbahn beginnen.
Im Februar 1891 begann mit ersten Vorarbeiten der Bau der Strecke, der recht schnell voranschritt. Im Winter 1891/92 mussten die Bauarbeiten zwar unterbrochen werden, trotzdem gelang es, die Strecke bis Mai 1892 fertigzustellen.

### Eröffnung
Am 1. Juni 1892 weihten die K.Sächs.Sts.E.B. die Strecke mit einer Festveranstaltung ein. In den ersten Jahren wurde der Betrieb mit drei Zugpaaren täglich abgewickelt. Sowohl in Jöhstadt als auch in Wolkenstein waren Lokbehandlungsanlagen vorhanden. Am 15. Mai 1893 nahmen die K.Sächs.Sts.E.B. die Streckenverlängerung bis zur Landesgrenze für den Güterverkehr offiziell in Betrieb. 

### Erweiterungspläne
Vor allem zur leichteren Einfuhr der böhmischen Kohle bestanden mehrere Projekte für Streckenverlängerungen nach den das Erzgebirge überschreitenden Normalspurbahnen.
Von 1893 datiert ein Gesuch an den Sächsischen Landtag, welches eine schmalspurige Strecke von Mittelschmiedeberg nach Reitzenhain vorsah. Wegen zu hoher Baukosten und der erwarteten Unrentabilität wurde dieses Projekt von vornherein abgelehnt.
Mehrere Projekte sahen auch Streckenverlängerungen von Schmalzgrube oder Jöhstadt über die böhmische Bergstadt Preßnitz nach Sonnenberg an der Bahnstrecke Komotau–Weipert vor. Größere Aussicht auf Realisierung hatte ein 1913/14 ausgearbeitetes Projekt einer Streckenverlängerung von Jöhstadt nach Weipert. Dieses Projekt sah jeweils einen Bahnhof in Pleil und im böhmischen Teil der Siedlung „Weißer Hirsch“ vor. Wegen des Ersten Weltkrieges kam das Projekt über eine Entwurfsplanung nicht hinaus, und nach 1918 bestand kein Bedarf bzw. auf tschechischer Seite kein Interesse mehr an einer solchen Verbindung, da sich die Einfuhr böhmischer Kohle ohnehin stark verringerte.

### Betrieb
Von Anfang an dominierte die Bedeutung der Bahn im Güterverkehr, so dass die K.Sächs.Sts.E.B. 1911 den Rollwagenverkehr auf der Strecke einführten. Transportiert wurden vor allem die Erzeugnisse der örtlichen Industrie, wie Bretter, Holzstoff, Pappen, aber auch Baumaterialien und Kohle. Die in Jöhstadt an der Landesgrenze gelegene Firma Flader produzierte in wachsendem Maße Feuerlöschgeräte wie Spritzen und Pumpen, später auch komplette Feuerlöschfahrzeuge, die anfangs ausnahmslos über die Schmalspurbahn versandt wurden.
Nach dem Zweiten Weltkrieg begann in einer ehemaligen Papierfabrik in Niederschmiedeberg die Produktion von Kühlschränken in einem Zweigwerk des VEB dkk. Ab den 1960er Jahren entwickelte sich dieses Werk zum bedeutendsten Güterkunden an der Strecke.
In den Abendstunden des 20. Juli 1955 kam es im Fichtelberggebiet zu einem Starkregen, der ein Hochwasser im Schwarzwassertal verursachte. In der 2 m hohen Flutwelle starben sieben Menschen; der Verkehr auf der Schmalspurbahn war aufgrund der Beschädigungen am Bahnkörper für vier Wochen unterbrochen.
Erst in den letzten Betriebsjahren ab 1980 begann auch ein Aufschwung im Personenverkehr, als mehr und mehr Ausflügler die Züge benutzten. Um nun den Ansturm der Reisenden zu bewältigen, mussten den Zügen an den Wochenenden zuweilen bis zu vier Verstärkungswagen beigestellt werden.

### Stilllegung

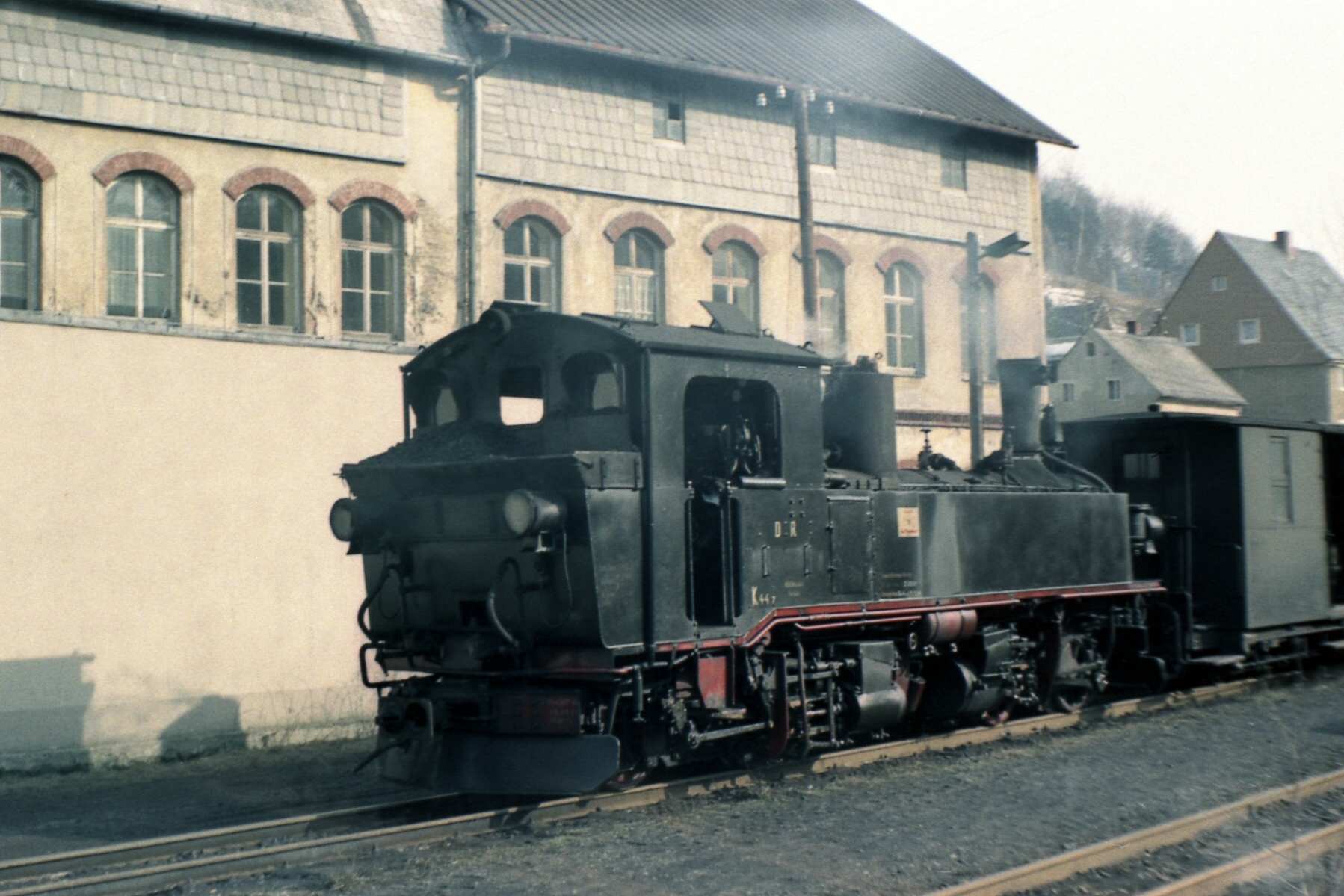
99 1561 in Niederschmiedeberg, 1984

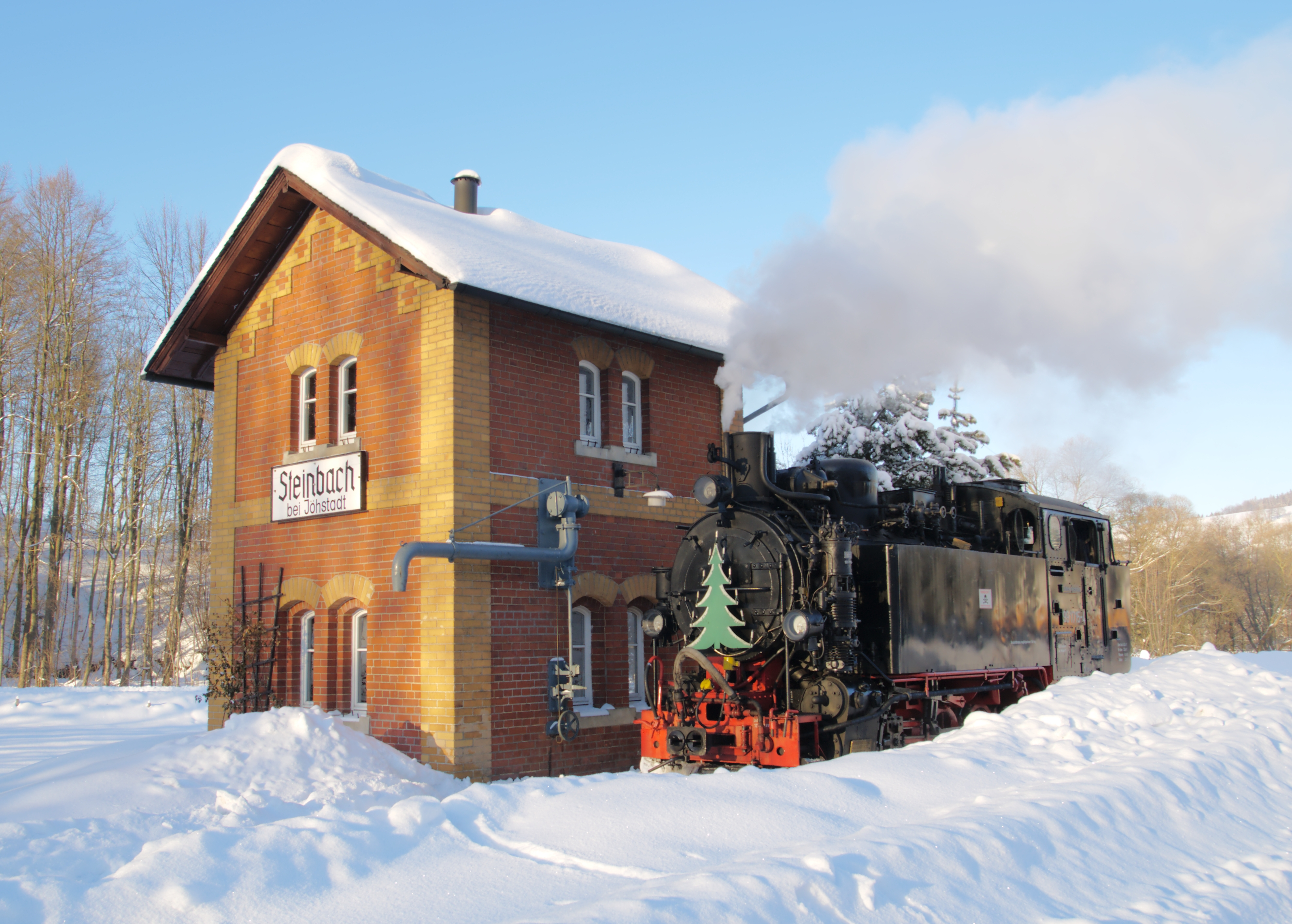
99 1715 am Wasserhaus im Bahnhof Steinbach (b Jöhstadt), 2010

Ab Mitte der 1960er Jahre war auch für diese Schmalspurbahn die Stilllegung vorgesehen. Ständig steigende Frachtmengen, die vor allem für das Kühlschrankwerk von dkk transportiert werden mussten, verhinderten das jedoch zunächst. Ende der 1970er Jahre wurde auch für die Preßnitztalbahn der Verkehrsträgerwechsel vorbereitet. Jedoch war zunächst völlig ungeklärt, wie die weiterhin steigende Transportmenge für das Kühlschrankwerk auf der Straße abgewickelt werden sollte.
Als 1981 auch die DDR von einer Ölkrise betroffen war, wurden die Alternativen zum Betrieb der Schmalspurbahn eingehend untersucht. Im Wesentlichen wurden drei Varianten erarbeitet: Dabei wurde auch die Möglichkeit des Weiterbetriebes der Schmalspurbahn erörtert. Nötig wäre dafür eine umfassende Sanierung und Modernisierung der Bahn gewesen, was damals aus Kostengründen letztlich ausschied. Als zweite Variante war die Umspurung des Abschnittes Wolkenstein–Niederschmiedeberg auf Normalspur vorgesehen. Als dritte und letztlich realisierte Variante wurde an der Stilllegung festgehalten. Die nötigen Investmittel sollten nun stattdessen dem Ausbau der Straße im Preßnitztal und auch der Errichtung eines Containerbahnhofes in Annaberg zugutekommen.
Wie bei vielen Eisenbahnstrecken erfolgte auch bei der Schmalspurbahn Wolkenstein–Jöhstadt eine schrittweise Stilllegung und Demontage der Anlagen: Im Frühjahr 1982 wurde der Güterverkehr zwischen Steinbach und Jöhstadt wegen des schlechten Streckenzustands eingestellt. Am Freitag, dem 13. Januar 1984, verkehrten die letzten Reisezüge zwischen Niederschmiedeberg und Jöhstadt, nachdem die zuständige Bahnmeisterei die Verantwortung für einen Weiterbetrieb auf den maroden Gleisen nicht mehr übernehmen wollte. Die Einstellung des Personenverkehrs auf dem Reststück zwischen Wolkenstein und Niederschmiedeberg folgte am 30. September 1984. Anschließend hielt die Deutsche Reichsbahn den Güterverkehr bis zum 20. November 1986 für das Kühlschrankwerk in Niederschmiedeberg noch aufrecht, da erst die nötigen Voraussetzungen für den endgültigen Verkehrsträgerwechsel geschaffen werden mussten. Die Gesamtstilllegung der Strecke erfolgte am 31. Dezember 1986.
Die Schmalspurbahn Wolkenstein–Jöhstadt war die letzte Schmalspurbahn, die in der DDR stillgelegt und abgebaut wurde: Beginnend kurz nach der Stilllegung des Abschnittes bis Jöhstadt wurde von Januar 1984 bis Sommer 1989 in verschiedenen Etappen an der Demontage der Gleisanlagen gearbeitet.
Am Ende der Abrissarbeiten war das Gleis fast vollständig verschwunden, rund zwei Drittel der Brücken waren zerlegt. Auf dem Gelände des Bahnhofs Steinbach entstand nach der Gleisdemontage ein Kindergarten, in Jöhstadt ein Wohnblock. Der Bahndamm der Strecke wuchs nach der Stilllegung und dem Abbau der Gleisanlagen und Brücken zu.

### Der Wiederaufbau als Museumsbahn

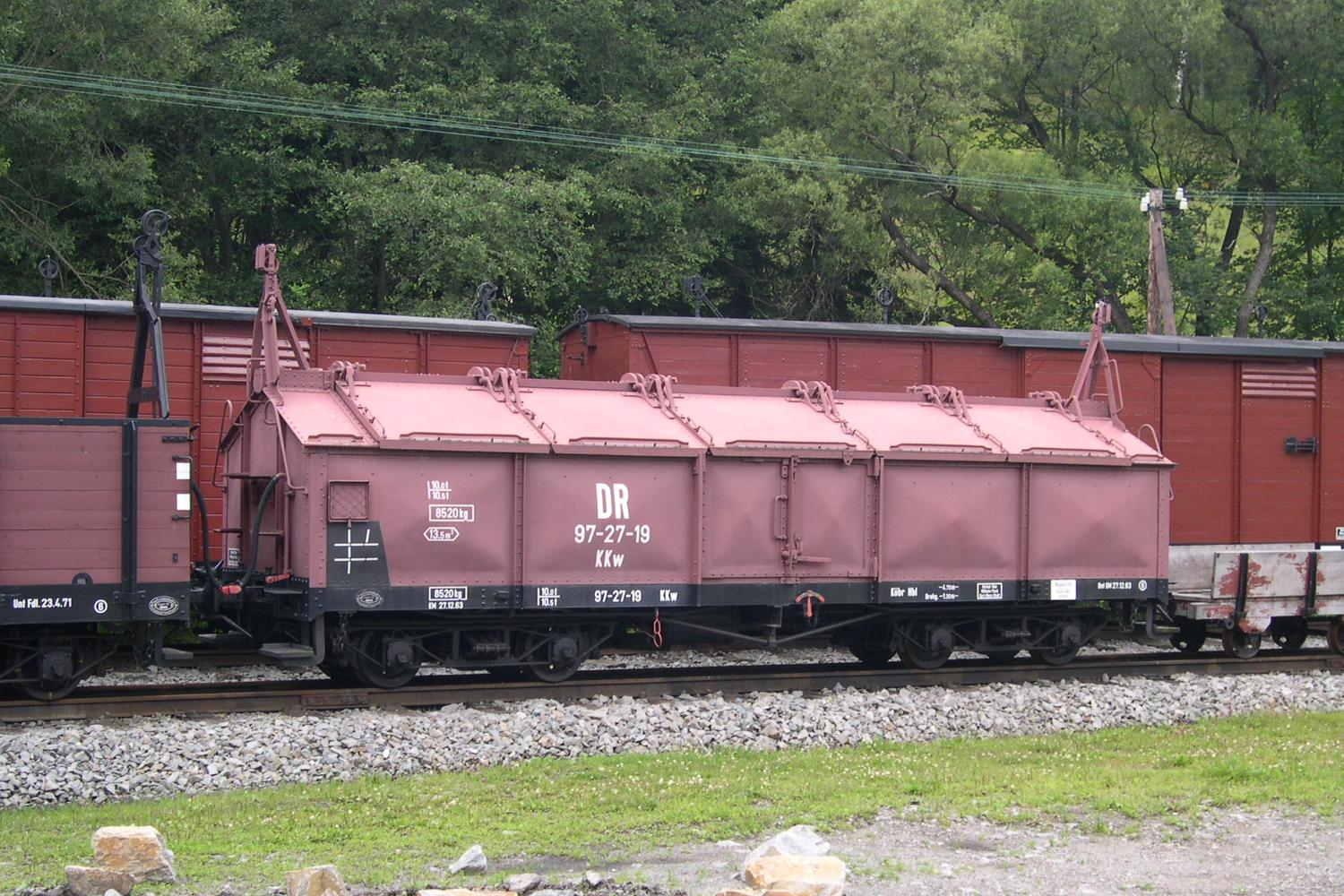
KKw = Klappdeckelwagen mit Drehgestellen und 10 t Ladegewicht

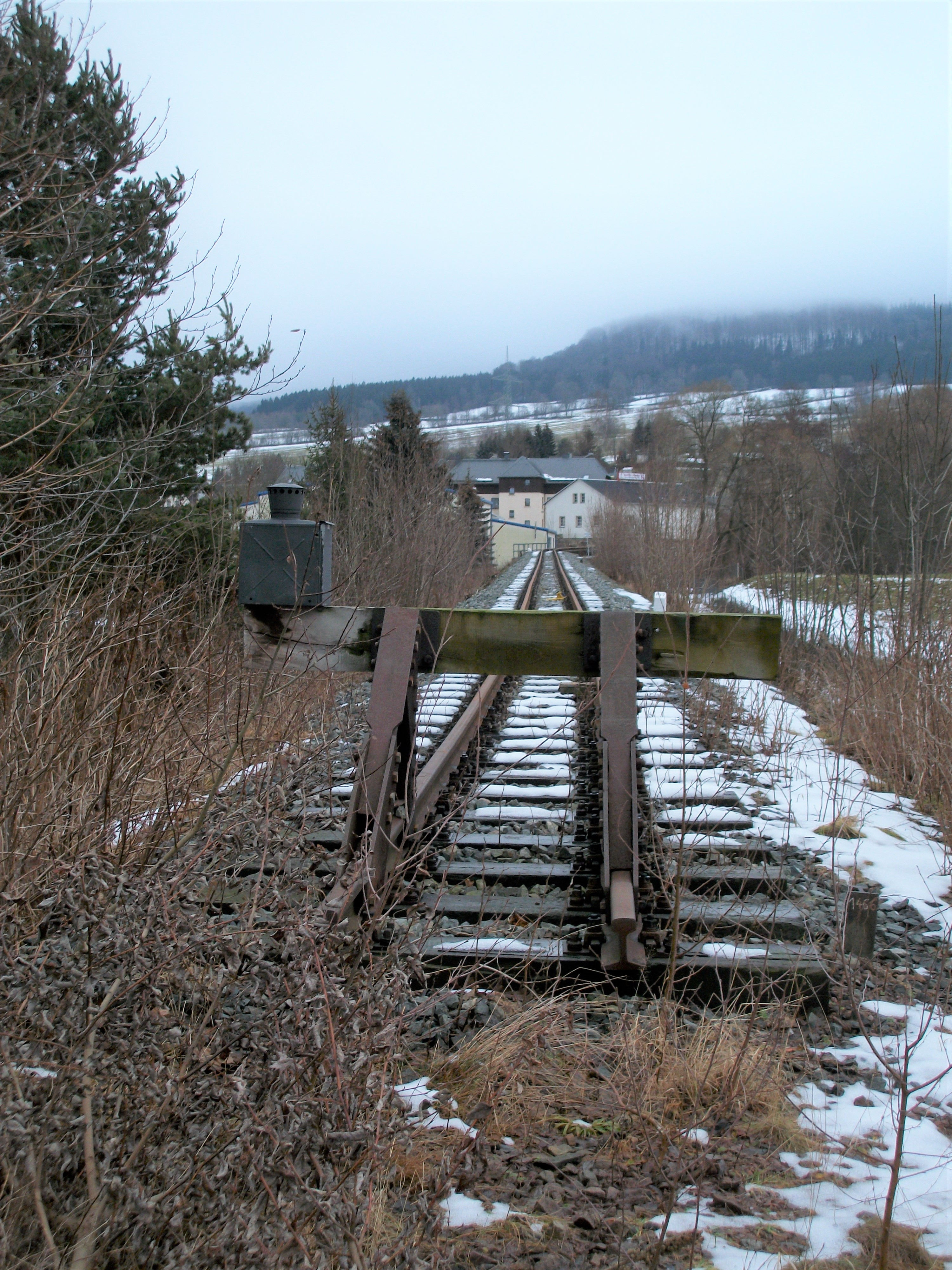
Steinbach, heutiges Streckenende der Preßnitztalbahn (2011)

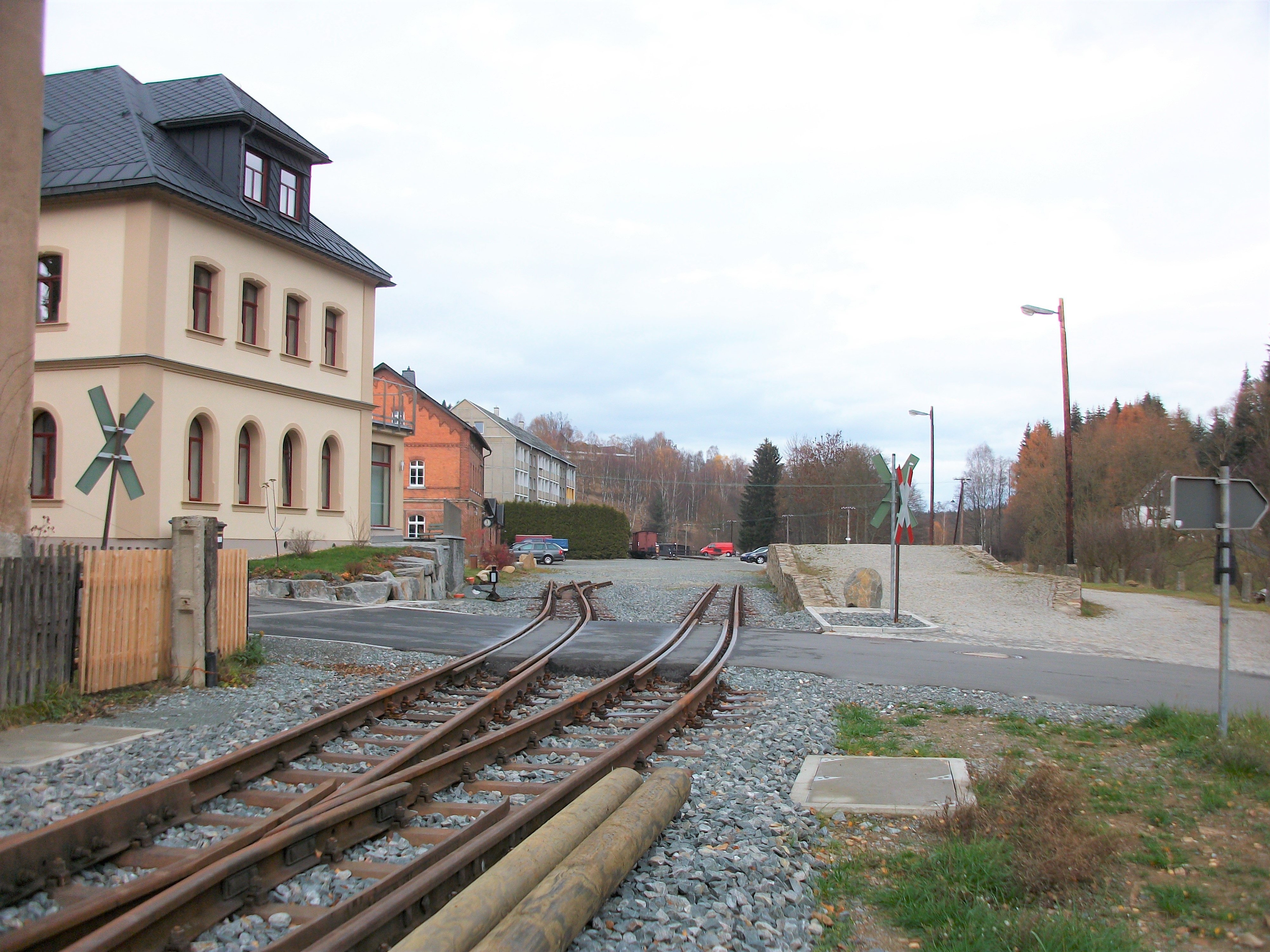
Bahnhof Jöhstadt, im Jahr 2018 rekonstruierte Gleise im Bahnübergang zur Laderampe und in Richtung Empfangsgebäude, Zustand 2018

Im Sommer 1990 begann die Interessengemeinschaft Preßnitztalbahn e. V. mit dem teilweisen Wiederaufbau der Schmalspurbahn als Museumsbahn. Diese verkehrt heute zwischen Steinbach und Jöhstadt.
Der Wiederaufbau erfolgte in mehreren Abschnitten: 1990/91 fand zunächst die Sanierung der Lokschuppenruine in Jöhstadt statt, parallel entfernten die Vereinsmitglieder zwischen Jöhstadt und Schmalzgrube die beim Gleisabriss auf dem Bahndamm verbliebenen Altschwellen. Im April 1992 verlegten sie die ersten 180 Meter Streckengleis. Ab Oktober 1993 fuhren die Züge von Jöhstadt bis zum Bahnhof Schlössel, ab Pfingsten 1994 bis zum neu angelegten Haltepunkt Loreleifelsen und ab Pfingsten 1995 bis zum Bahnhof Schmalzgrube. Bis Pfingsten 1996 stellten die Vereinsmitglieder in Schmalzgrube die nördliche Bahnhofsausfahrt wieder her und verlängerten die Museumsbahn bis zum neu angelegten Haltepunkt Forellenhof.
Ab Pfingsten 1998 diente der ebenfalls neu angelegte Haltepunkt Andreas-Gegentrum-Stolln für zwei Jahre als Endpunkt. Nachdem der Gemeinderat von Steinbach in seiner letzten Sitzung vor der Eingemeindung nach Jöhstadt Ende 1998 der Aufgabe des 1987/88 auf dem Bahnhofsgelände in Steinbach errichteten Kindergartens zugestimmt hatte, begann am 21. Mai 1999 dessen Abriss. Am 18. August 2000 eröffnete die IG Preßnitztalbahn e. V. zum Auftakt der anschließenden Festwoche den Abschnitt bis Steinbach. Damit betrug die Streckenlänge 8 km.
Anfang der 2000er Jahre bauten die Mitglieder der IG Preßnitztalbahn e. V. in Steinbach das Einfahrgleis aus Richtung Wolkenstein fast bis zum Bahnübergang Steinbacher Straße wieder auf. Seitdem beträgt die Streckenlänge der Museumsbahn 9 km. Steinbach und Schmalzgrube sind die beiden einzigen Bahnhöfe der neuen Preßnitztalbahn, welche bisher fast originalgetreu wiederaufgebaut worden sind. Für Jöhstadt steht dieses noch bevor. Dazu soll im Jahr 2025 der Betonwohnblock abgerissen und an seiner Stelle ein Güterschuppen wiedererrichtet werden. Ziel ist es, dass die Züge der Museumsbahn die Fahrt am Empfangsgebäude Jöhstadt beginnen.
Ein Weiterbau in Richtung Wolkenstein ist aktuell bis zum Bahnhof Oberschmiedeberg vorgesehen, dessen Gleisanlagen im Jahr 2023 neu entstanden sind. Außerdem konzentriert sich der Verein auf die weitere Ausgestaltung der vorhandenen Anlagen. Zu diesen gehört die 2004/05 im Ortsteil Schlössel errichtete Ausstellungs- und Fahrzeughalle der Preßnitztalbahn in Jöhstadt. Der Streckenabschnitt Steinbach–Streckewalde ist in den 1990er Jahren überwiegend zu einem Radweg umgebaut worden. Im Jahr 2018 erfolgte im Bahnhof Jöhstadt die Rekonstruktion der Gleise im Bereich der Laderampe und der Inneren Bahnhofstraße sowie auf einem Stück der Trasse in Richtung der einstigen Ladestelle Jöhstadt. Sie wurden nach dem Verlegen der Gleise vor dem Jöhstädter Empfangsgebäude mit dem Schienennetz der Preßnitztalbahn verbunden. Am 11. und 12. September 2021 wurde dieser Lückenschluss vor dem Bahnhofsgebäude in Jöhstadt vollzogen und am 18. und 19. September 2021 wurden die neu verlegten Gleise eingeschottert. Im Herbst 2022 begannen die Bauarbeiten für die Verlängerung der Strecke nach Oberschmiedeberg.

## Streckenbeschreibung

### Verlauf

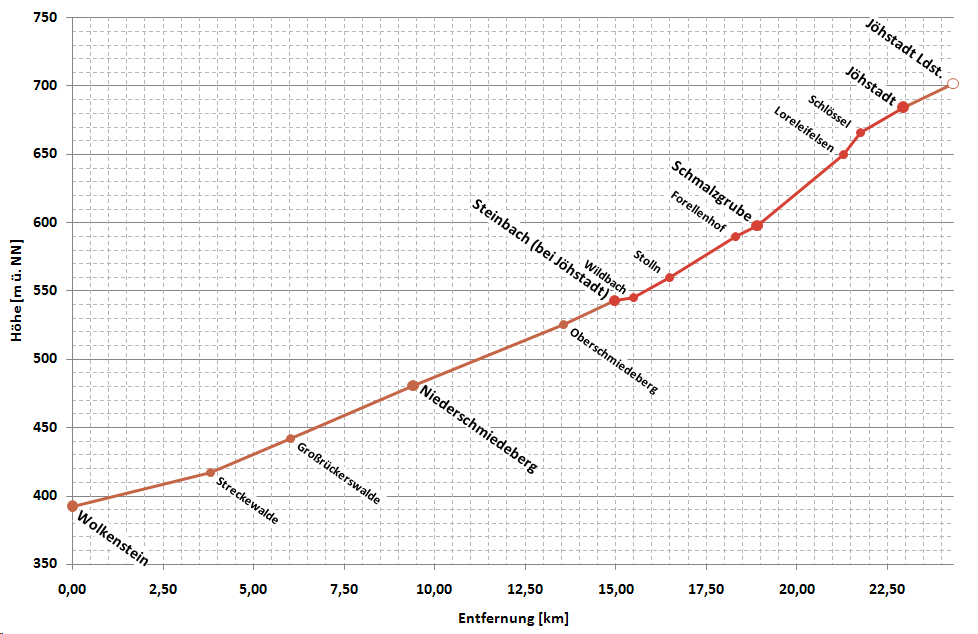
Vereinfachtes Höhenprofil der Strecke

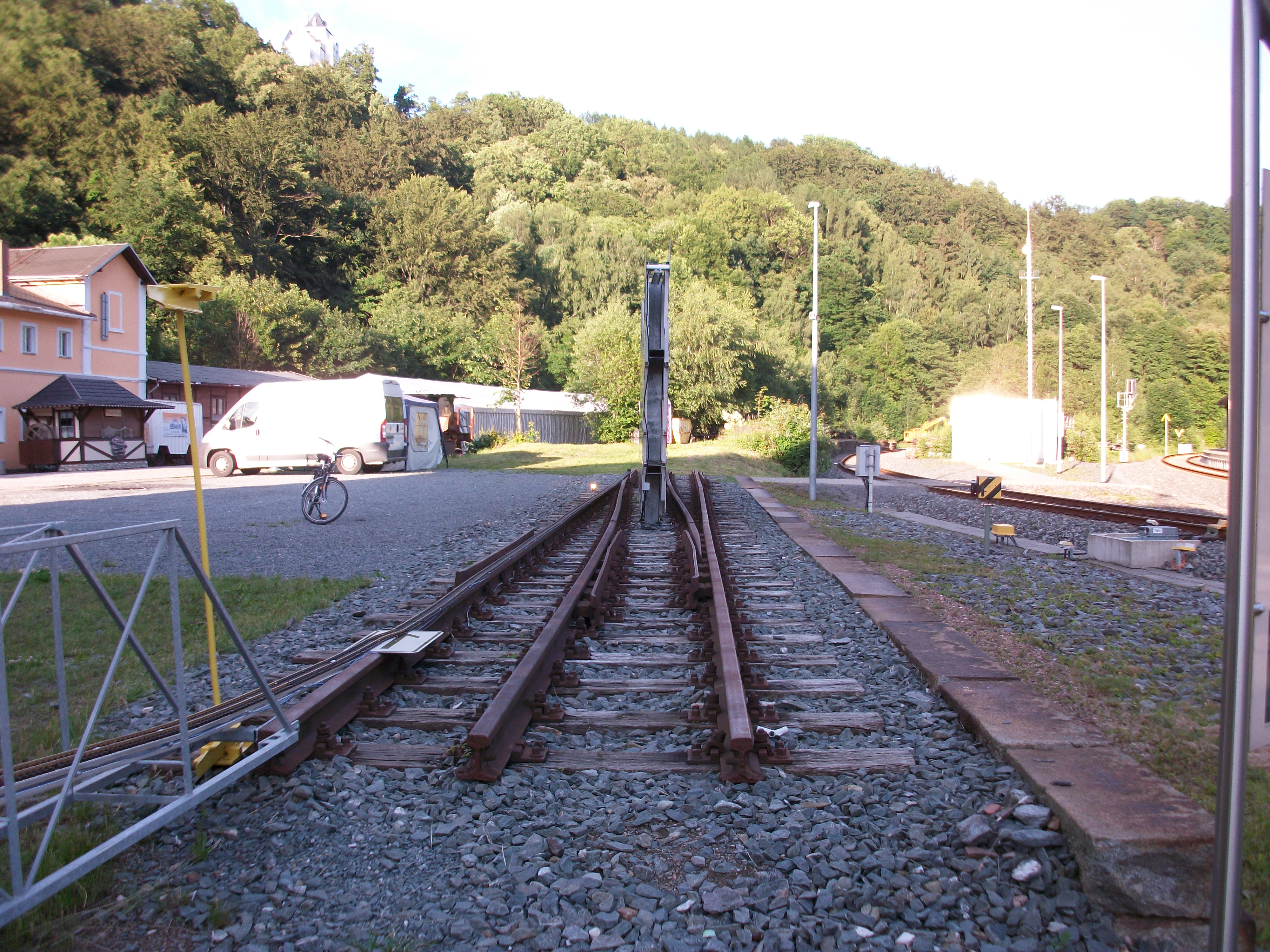
Bahnhof Wolkenstein, ausgestellter Dreischienengleisrest, 2016

Ausgangspunkt der Strecke war der Spurwechselbahnhof Wolkenstein an der normalspurigen Bahnstrecke Annaberg-Buchholz unt Bf–Flöha (Zschopautalbahn). Im Tal der Zschopau teilte sich die Schmalspurbahn die Trasse mit der Normalspur auf einem Dreischienengleis. Nach 1,9 Kilometer gen Süden zweigte die Schmalspurbahn nach Südosten in das Tal der Preßnitz ab. Über zahlreiche Brücken verlief die Trasse nun bis Schmalzgrube im Tal dieses Flusses. Hinter dem Bahnhof Schmalzgrube verließ die Bahnstrecke das Preßnitztal und folgte nun bis Jöhstadt dem Jöhstädter Schwarzwasser. Ihr Ende fand die Trasse direkt an der Grenze zu Böhmen (heute: Tschechische Republik). Nach der Stilllegung der Schmalspurbahn ist der untere Abschnitt Wolkenstein–Steinbach (bei Jöhstadt) größtenteils als Preßnitztalradweg nutzbar. Auf der parallel dazu verlaufenden Talstraße findet an ausgewählten Fahrtagen der Preßnitztalbahn zwischen Wolkenstein und Steinbach ein Schienenersatzverkehr mit historischen Omnibussen statt. Der obere Abschnitt Steinbach (bei Jöhstadt)–Jöhstadt ist als Museumsbahn reaktiviert worden. Die Gleise im Abschnitt zwischen Bahnhof Jöhstadt und der Ladestelle Jöhstadt an der Grenze zu Tschechien waren größtenteils bereits in den 1970er Jahren entfernt. Im Jahr 2018 wurde davon ein erster Abschnitt wiederaufgebaut. Parallel dazu verläuft der Talweg.

### Betriebsstellen
Wolkenstein ⊙

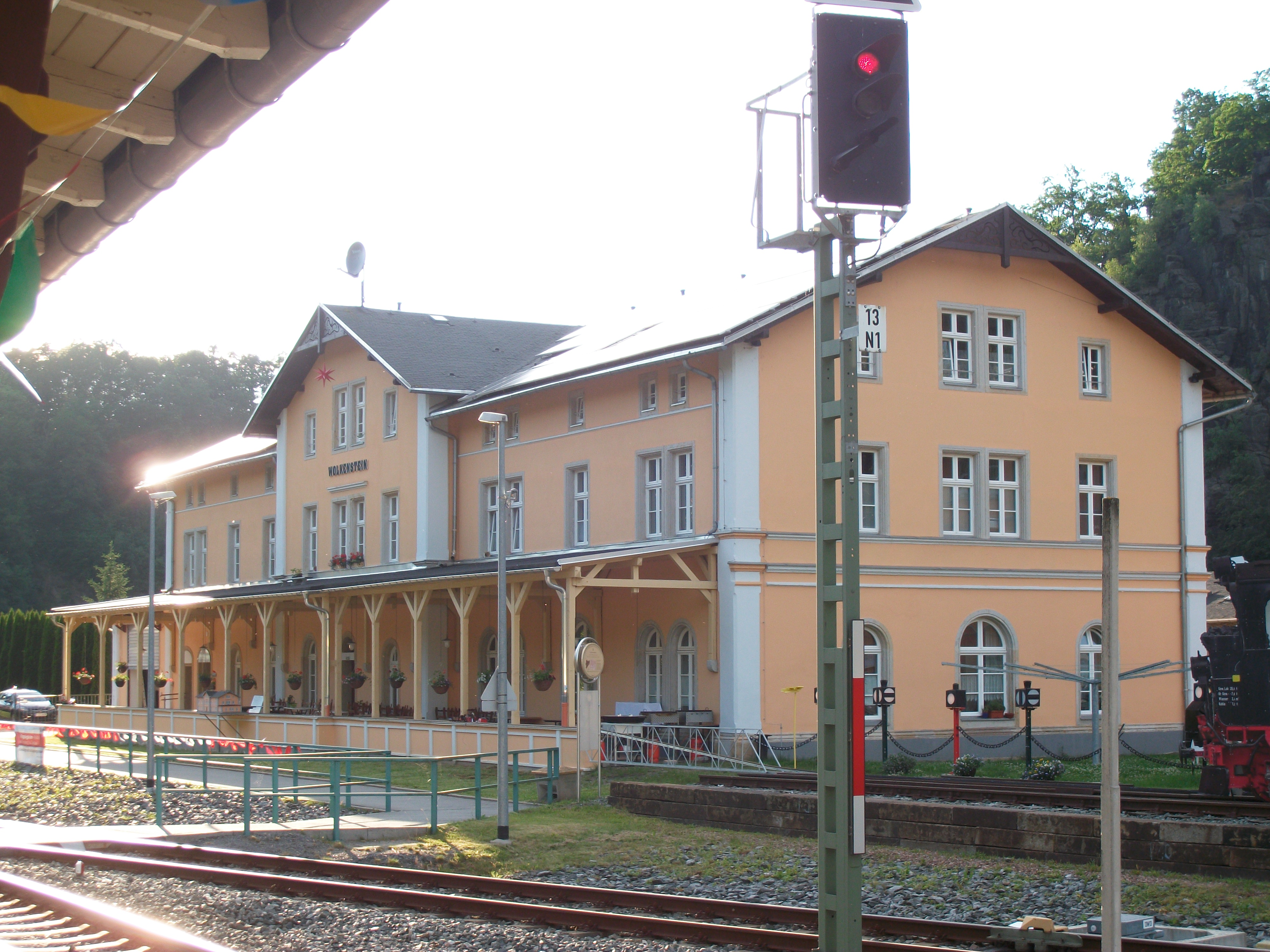
Empfangsgebäude Bf. Wolkenstein

Der Bahnhof Wolkenstein wurde am 1. Februar 1866 an der normalspurigen Bahnstrecke Annaberg–Flöha eröffnet. Von 1892 bis 1986 begann in Wolkenstein die Schmalspurbahn Wolkenstein–Jöhstadt nach Jöhstadt. Der Bahnhof ist über die Bundesstraße 101 und die Straße „Am Bahnhof“ erreichbar. Am gegenüber liegenden Ufer der Zschopau thront auf einer steilen Felswand das Schloss Wolkenstein. Im Bahnhof befindet sich das „Wolkensteiner Zughotel“, welches in regelspurigen Wagen eine Einkehr- und Übernachtungsmöglichkeit bietet.
Für die Trennung der Regel- und Schmalspurstrecke mit einer Einzungenweiche wurde an der Mündung der Pressnitz in die Zschopau das zum Bahnhof Wolkenstein gehörende Stellwerk W1 errichtet. Nach dem Einbau eines zungenlosen Abzweiges konnte die Besetzung dieses Stellwerkes um 1970 aufgegeben werden. Ab diesem Zeitpunkt verkehrten die Schmalspurzüge auf dem Gemeinschaftsabschnitt planmäßig als Sperrfahrten, die Einfahrt erfolgte, weil die Bedienung des mechanischen Einfahrsignals nicht mehr möglich war, auf Ersatzsignal.
Streckewalde ⊙

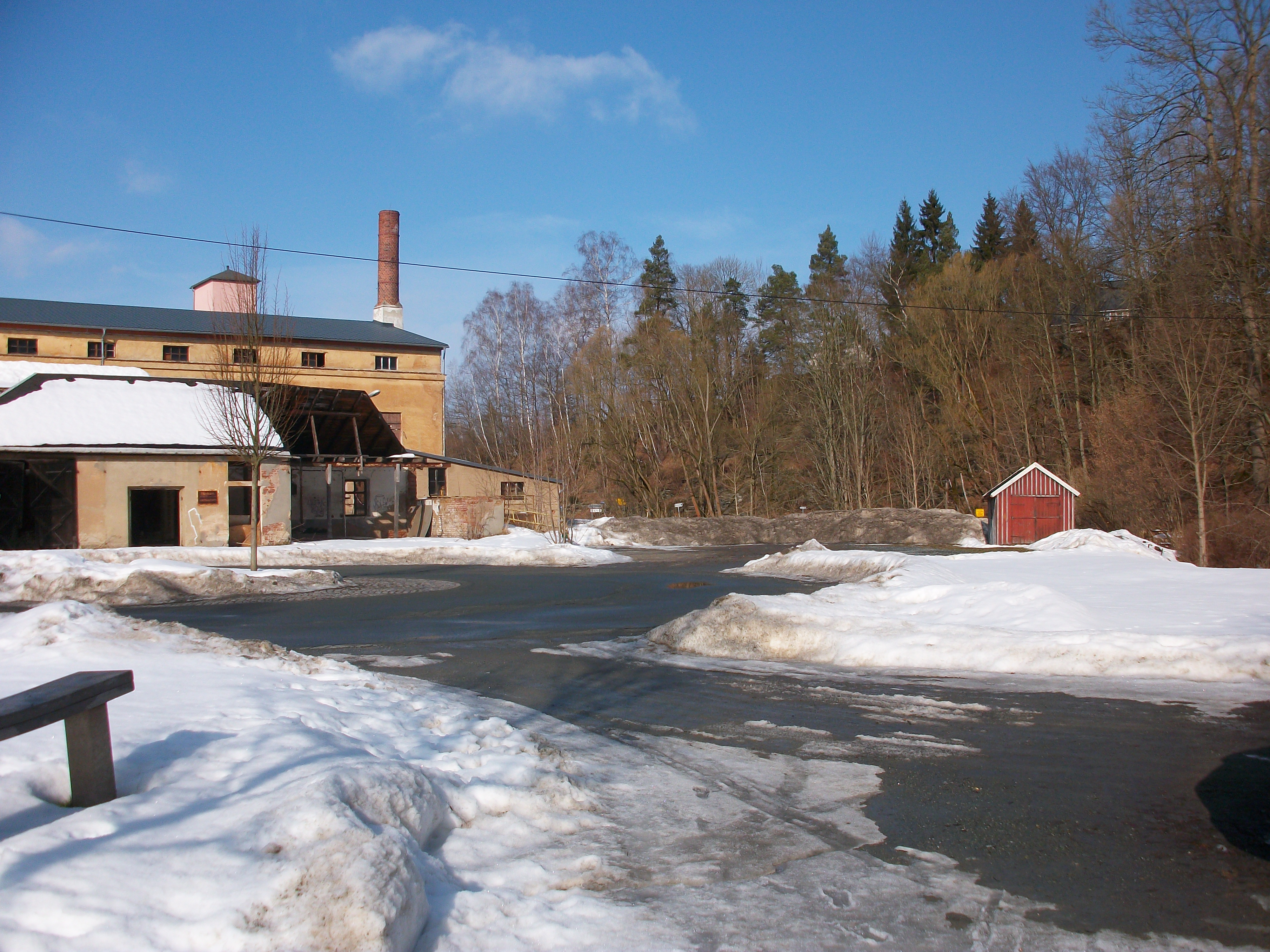
Ehemalige Haltestelle Streckewalde, 2017

Die Haltestelle Streckewalde wurde am 1. Juni 1892 eröffnet und 1905 (Abschaffung der Stationsform Haltestelle im Königreich Sachsen) zum Bahnhof umbenannt. Nachdem die Deutsche Reichsbahn 1933 die Stationsform Haltestelle wieder eingeführt hatte, erhielt Streckewalde wieder den Status einer Haltestelle. Mit der Einstellung des Schienenverkehrs auf dem Abschnitt Wolkenstein–Niederschmiedeberg ging die Station am 1. Oktober 1984 außer Betrieb. Die Haltestelle lag nordöstlich des Orts an der Preßnitz. Alle Hochbauten wurden nach der Stilllegung abgerissen.
Großrückerswalde ⊙

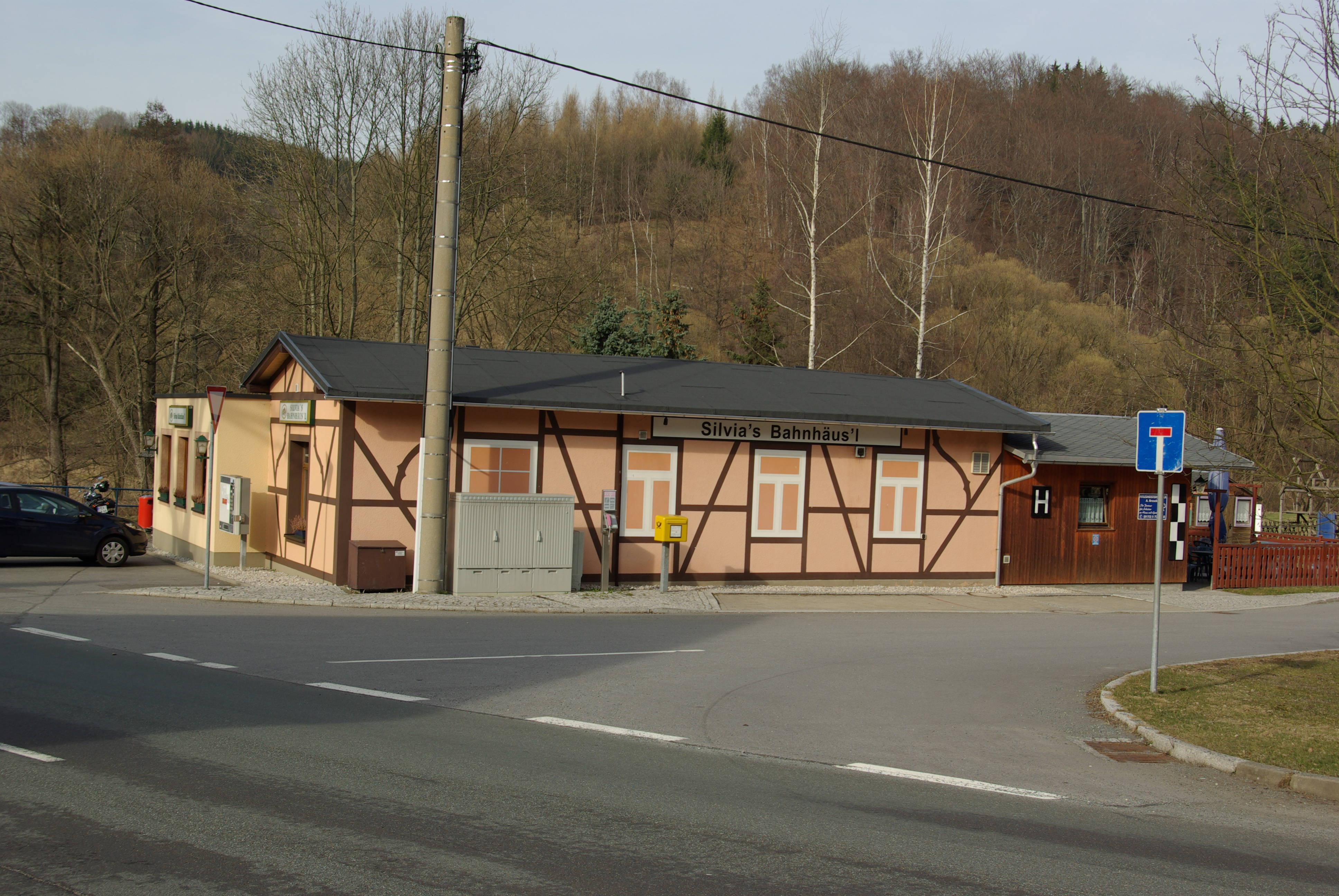
Stationsgebäude des Bahnhofes Großrückerswalde im Ortsteil Boden, 2012

Der Bahnhof Großrückerswalde wurde am 1. Juni 1892 als Haltestelle Boden bei Wolkenstein in Betrieb genommen und 1905 zum Bahnhof umgewidmet. Die Station im 1936 nach Großrückerswalde eingemeindeten Ort Boden trug folgende Namen:
- bis 1911: Boden bei Wolkenstein
- bis 1933: Boden b Wolkenstein
- bis 1937: Boden (b Wolkenstein)
- seit 1937: Großrückerswalde

Mit der Stilllegung der Strecke ging die Station am 4. Dezember 1986 außer Betrieb. Sie befand sich im Großrückerswalder Ortsteil Boden direkt nach dem Bahnübergang der Straße Großrückerswalde–Mauersberg bzw. der Straße im Preßnitztal. Die 1988 im Kulturbund der DDR gegründete IG Preßnitztalbahn engagierte sich für den Erhalt der Gleisanlagen und die Errichtung einer Schauanlage ähnlich wie in Geyer. Dazu stellten Eisenbahnfreunde 1992/93 eine Diesellok und mehrere Güterwagen als Denkmal auf. Das Projekt wurde 1994 abgebrochen und anschließend alle Gleise und Fahrzeuge entfernt. Das Empfangsgebäude der Station wird heute als Imbiss-Gaststätte genutzt.
Niederschmiedeberg ⊙

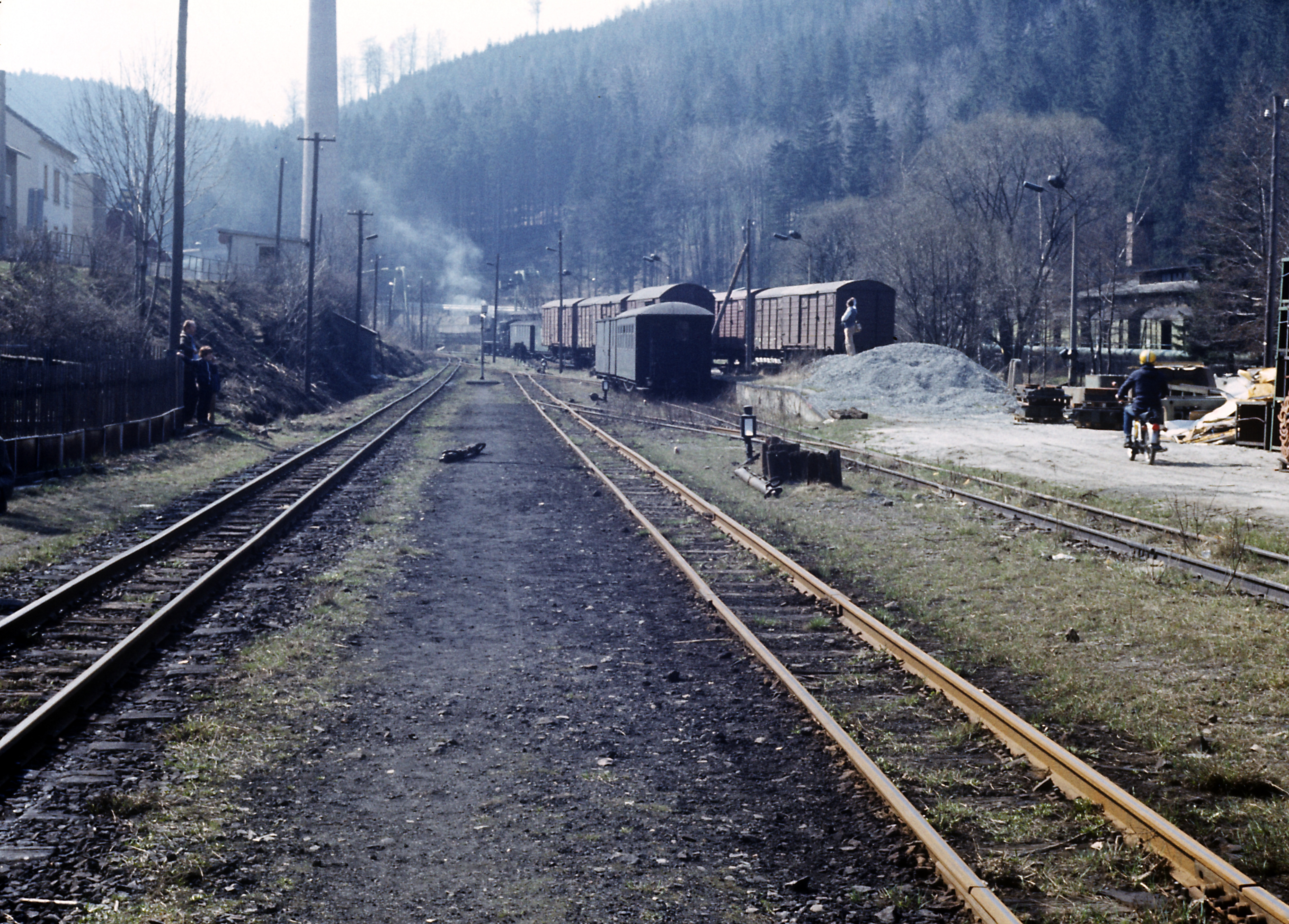
Bahnhof Niederschmiedeberg, April 1984

Der Bahnhof Niederschmiedeberg wurde am 1. Juni 1892 als Haltestelle eröffnet und 1905 zum Bahnhof umgewidmet. Für die Anlage der Station wurde die Preßnitz verlegt. Das 1914 eröffnete Stationsgebäude stand quer zu den Gleisen an der Wolkensteiner Ausfahrt zwischen der Talstraße und der Brücke über die Preßnitz. Der Bahnhof Niederschmiedeberg entwickelte sich im Laufe der Zeit zu einer wichtigen Kreuzungsstelle. Er war für die Personen-, Gepäck- und Expressgutbeförderung zugelassen. Neben dem Durchgangsgleis verfügte die Station noch über ein Abstell-, ein Kreuzungs- und ein Überholgleis. Durch die Zentralisierung des Güterverkehrs wuchs der Bahnhof Niederschmiedeberg zur bedeutendsten Zwischenstation heran. Das 1955 eröffnete Zweigwerk des „VEB DKK Scharfenstein“ versandte Anfang der 1970er Jahre ungefähr 90 % der in Niederschmiedeberg produzierten Kühlschränke per Bahn. Für das DKK-Werk waren bis zuletzt auch täglich drei Zugpaare im Berufsverkehr unterwegs.
Mit Einstellung des Verkehrs auf dem Abschnitt Niederschmiedeberg–Jöhstadt am 13. Januar 1984 wurde der Bahnhof zum Endpunkt der Strecke. Am 30. September 1984 endete der Personenverkehr auf diesem Abschnitt. Für das Zweigwerk des VEB DDK Scharfenstein hielt die DR den Güterverkehr zwischen Wolkenstein und Niederschmiedeberg bis zum 20. November 1986 aufrecht, dann fand der endgültige Verkehrsträgerwechsel statt. Bis 1989 wurden die Gleisanlagen etappenweise abgebaut. Auf dem an der Preßnitz liegenden Gelände des Bahnhofs Niederschmiedeberg befinden sich heute ein Kinderspielplatz, eine Parkanlage und ein Parkplatz. In dem angrenzenden Gebäude der „Pappenfabrik Max Bergt“ sind das „Preßnitztalmuseum“ und die „Freiwillige Feuerwehr Niederschmiedeberg“ untergebracht. Die Wartehalle existiert nicht mehr.
Oberschmiedeberg ⊙

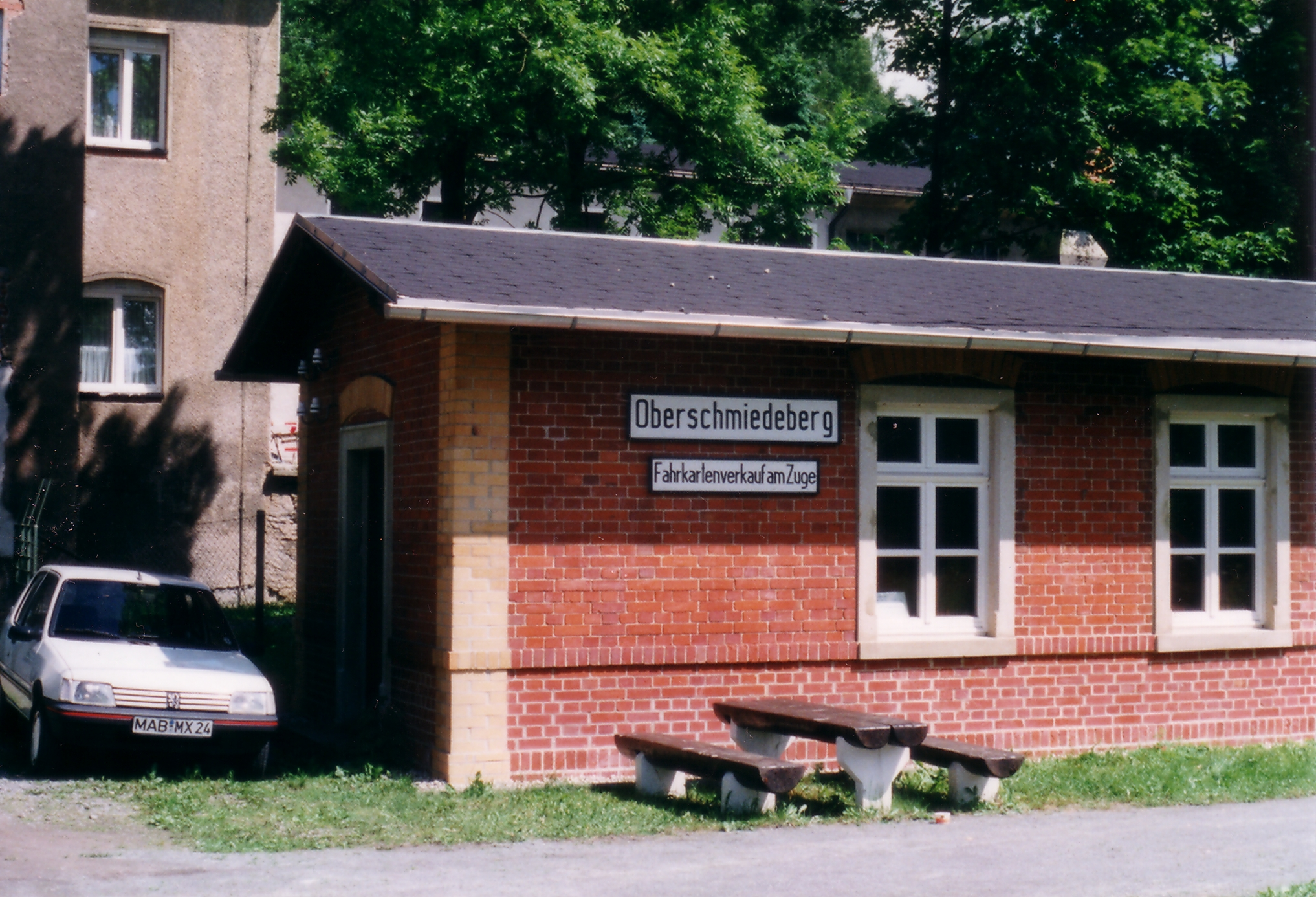
Restaurierte Wartehalle der Preßnitztalbahn in Oberschmiedeberg, 2001

Die Haltestelle Oberschmiedeberg wurde am 1. Juni 1892 eröffnet und 1905 zum Bahnhof umgewidmet. 1933 wurde die Station wieder zur Haltestelle erklärt und nach Abbau der Nebengleise 1967 zum Haltepunkt zurückgestuft. Die Haltestelle hatte zunächst zwei Gleise, allerdings wurde das Ladegleis Ende der 1960er Jahre geschlossen und demontiert. Im Frühjahr 1982 wurde zunächst der Güterverkehr eingestellt, der Personenverkehr folgte am 14. Januar 1984. In der Folgezeit wurden die Gleisanlagen demontiert, die Wartehalle blieb erhalten und wurde nach der politischen Wende 1990 durch die IG Preßnitztalbahn e. V. als aktueller Eigentümer restauriert. 2001 wurde der Preßnitztalradweg in diesem Abschnitt eröffnet.
Die Gleisanlagen des Bahnhofs wurden bis September 2023 wieder aufgebaut und sollen perspektivisch wieder an die derzeit in Oberschaar endende Strecke angeschlossen werden.
Steinbach (b Jöhstadt) ⊙

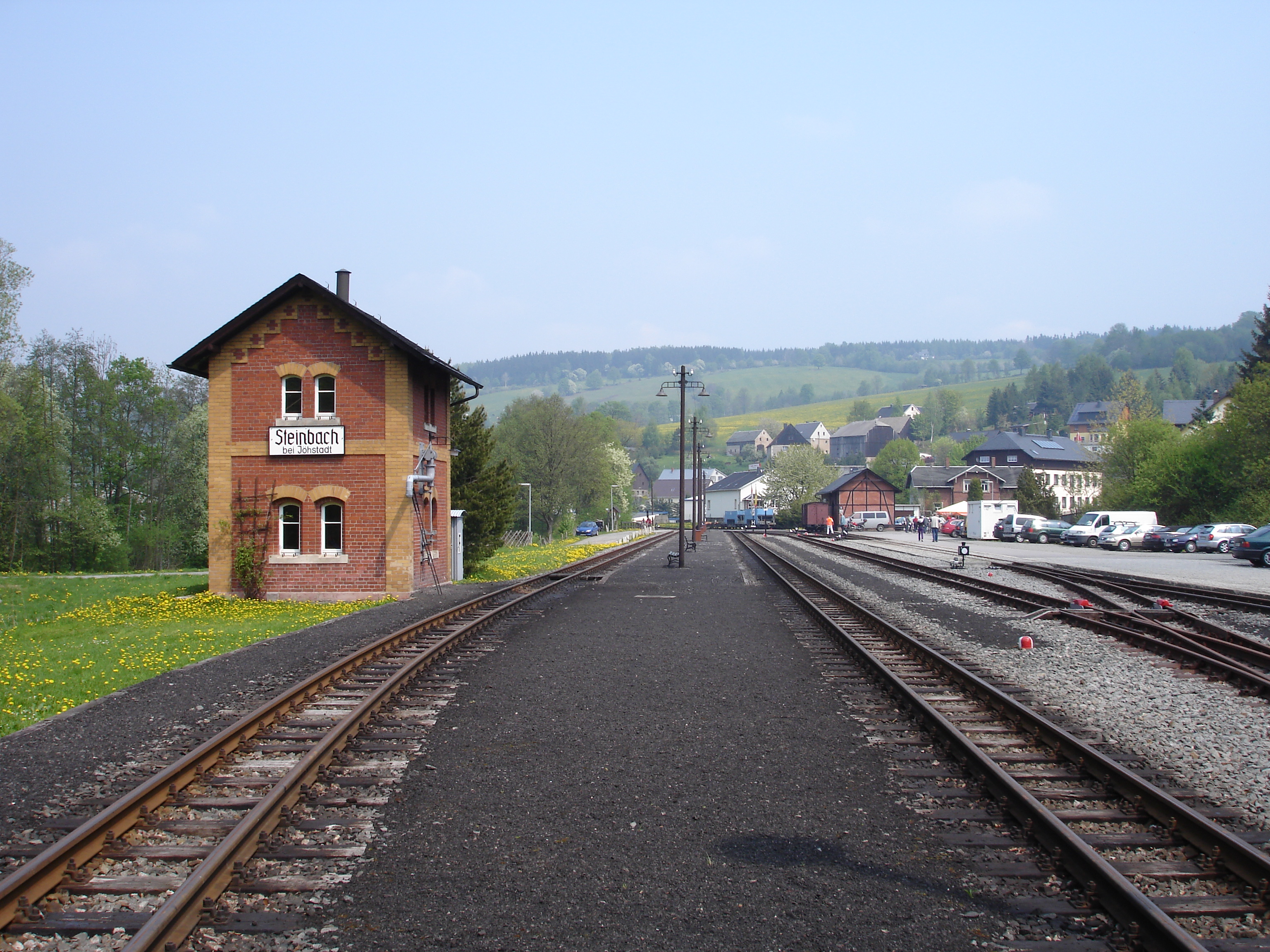
Bahnhof Steinbach (b Jöhstadt), 2009

Der Bahnhof Steinbach war in den ersten Betriebsjahrzehnten die wichtigste Unterwegsstation der Preßnitztalbahn. Nach der Stilllegung der Strecke errichtete die Gemeinde Steinbach auf dem Gelände einen Kindergarten, wobei die alten Hochbauten erhalten blieben.
Seit August 2000 ist der Bahnhof Steinbach Endpunkt der von Jöhstadt kommenden Museumsbahn. Das Kindergartengebäude wurde im Mai 1999 abgerissen und die Gleisanlage ab Mai 2000 orientiert am historischen Vorbild neu errichtet. Am 18. August 2000 nahm die IG Preßnitztalbahn e. V. den neuen Bahnhof in Betrieb. Der Bahnhof Steinbach (b Jöhstadt) ist Station der Dampfbahn-Route Sachsen.
Zur Durchführung von Scheineinfahrten wurden auch wenige hundert Meter Gleis in Richtung Wolkenstein wieder aufgebaut.
Wildbach ⊙

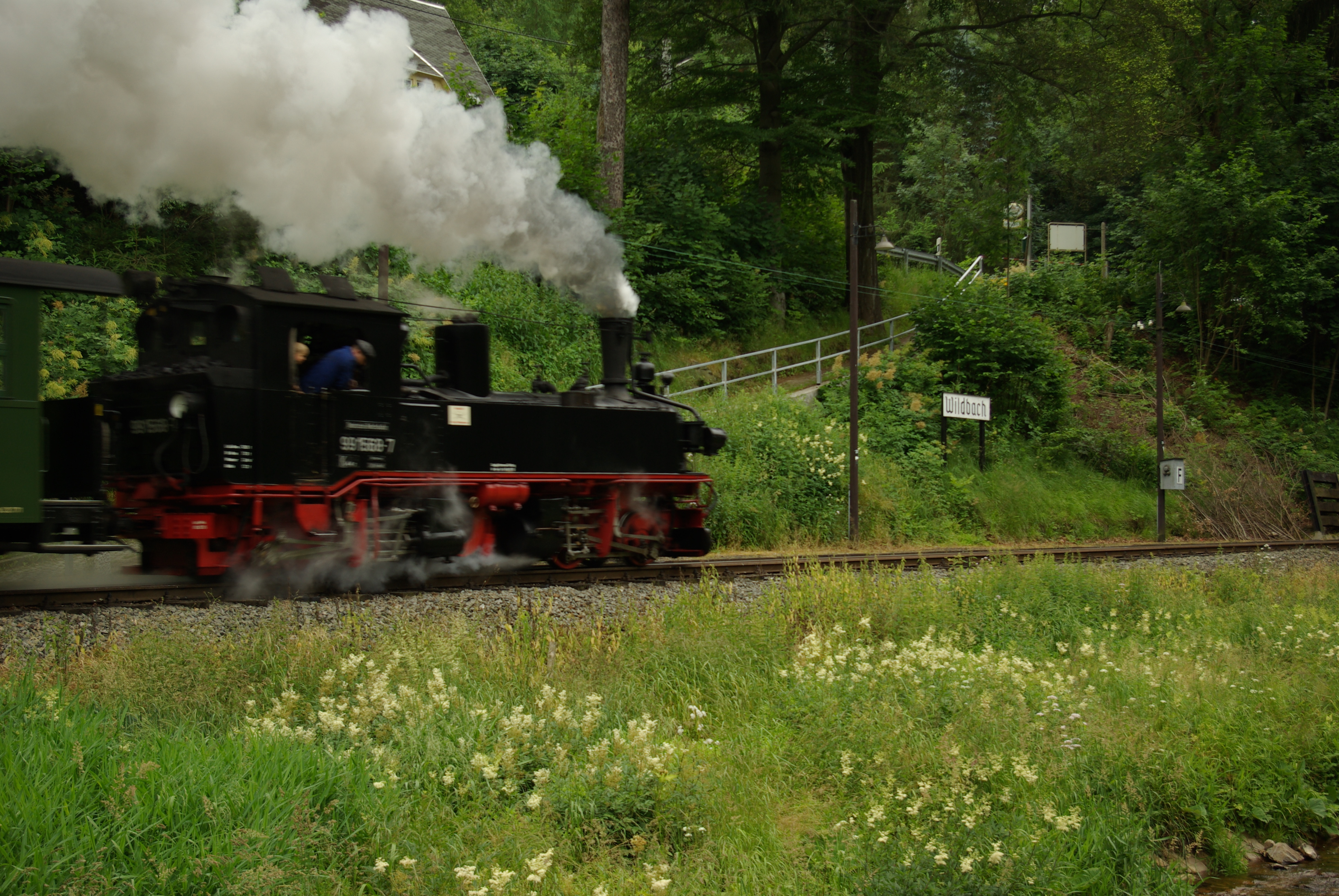
Haltepunkt Wildbach 2011

Der Haltepunkt Wildbach wurde im Zuge des Wiederaufbaus des oberen Streckenabschnitts am 18. August 2000 eröffnet. Er befindet sich auf Steinbacher Flur zwischen der Schmalzgrubener Straße und der Preßnitz. Über eine Brücke über die Preßnitz ist die Raststätte „Am Wildbach“ zu erreichen.
A.-Gegentrum-Stolln ⊙

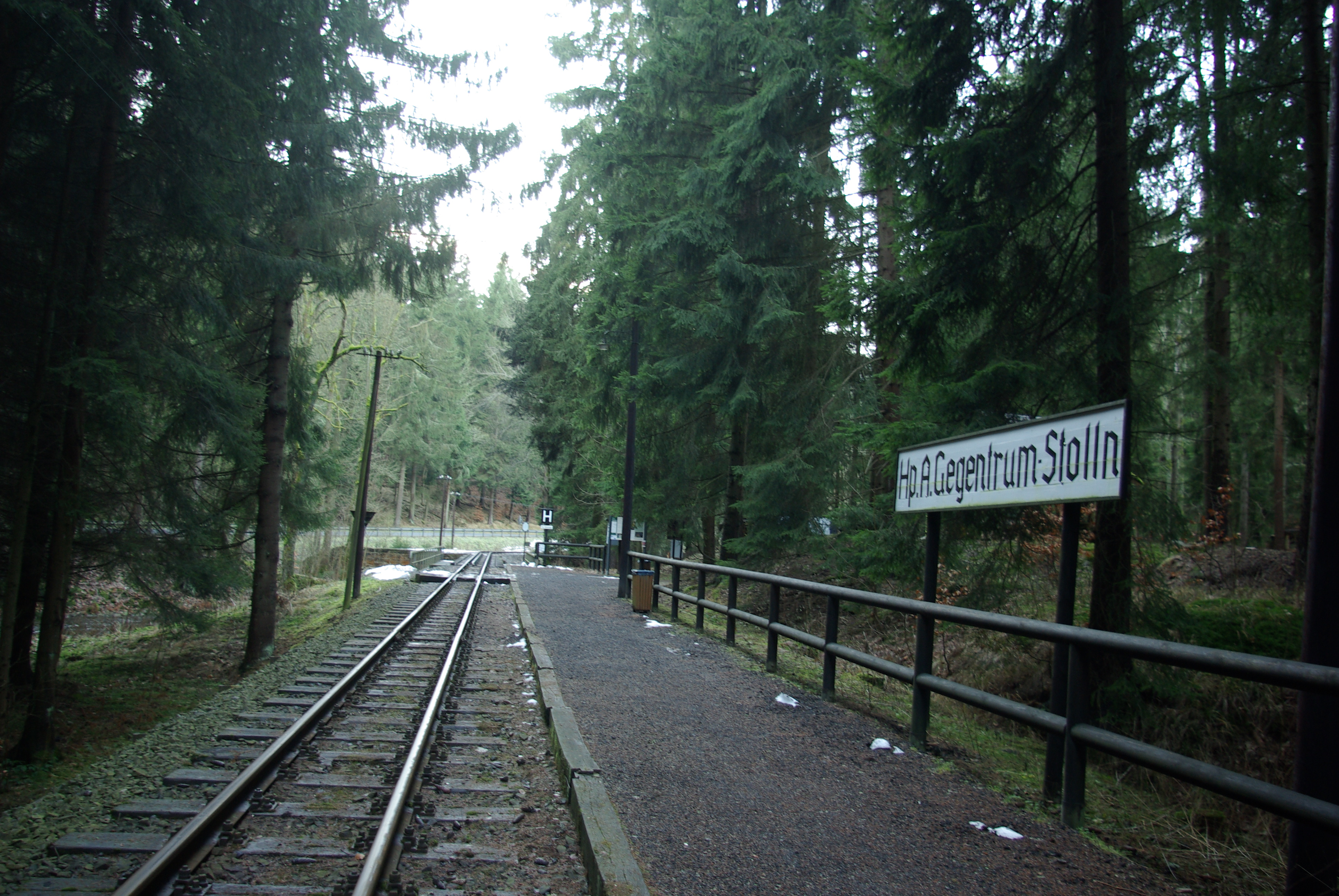
Haltepunkt A.-Gegentrum-Stolln (2017)

Der Haltepunkt A.-Gegentrum-Stolln wurde im Zuge des Wiederaufbaus des oberen Streckenabschnitts Pfingsten 1998 eröffnet. Er befindet sich in der Nähe des Besucherbergwerks „Andreas-Gegentrum-Stolln“, welches somit das einzige Schaubergwerk im Erzgebirge mit Schmalspurbahnanschluss ist. Zwischen Pfingsten 1998 und 17. August 2000 diente die Station als Endpunkt der wiederaufgebauten Strecke von Jöhstadt.
Forellenhof ⊙

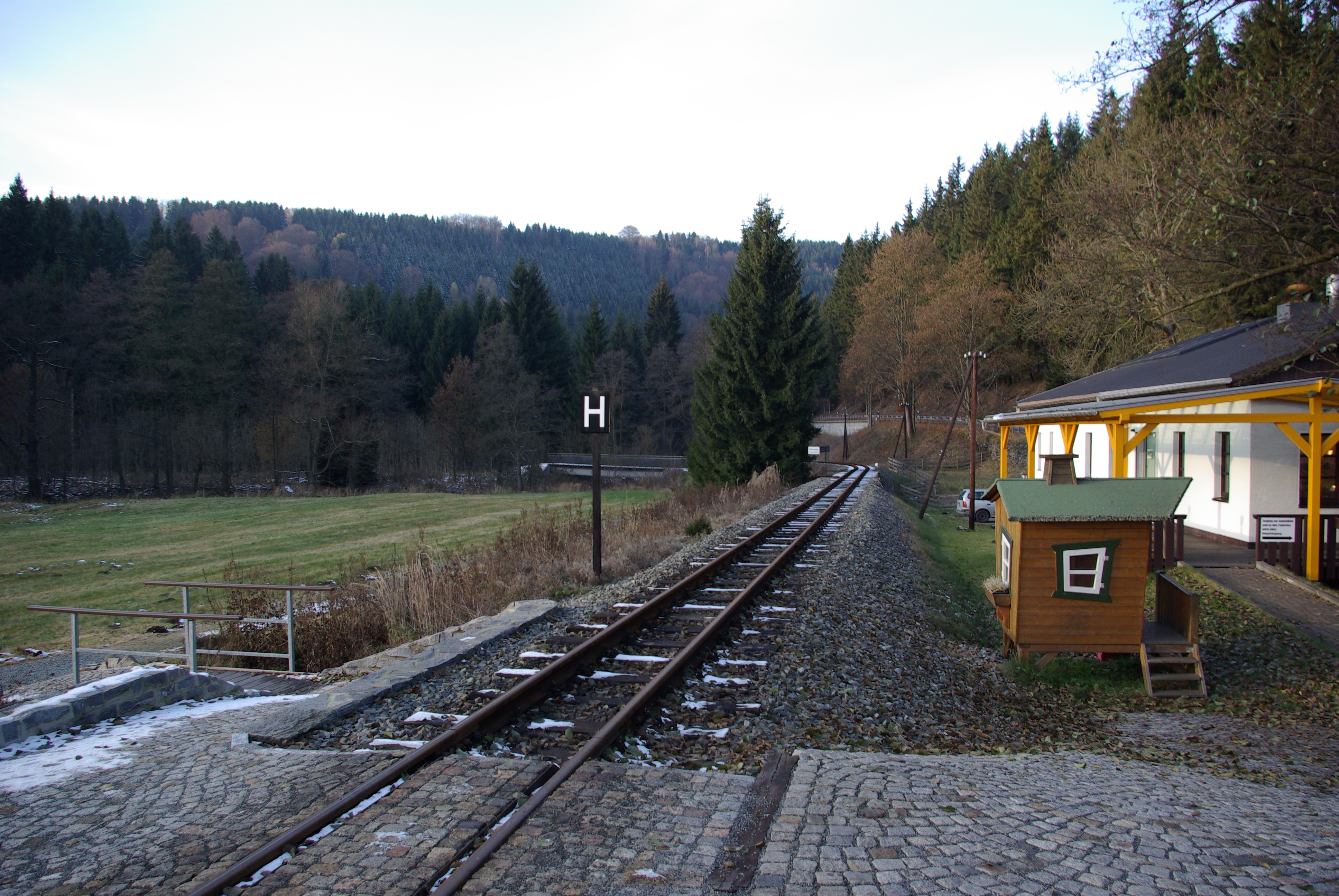
Haltepunkt Forellenhof, Blick Richtung Steinbach, 2016

Der Haltepunkt Forellenhof wurde im Zuge des Wiederaufbaus des oberen Streckenabschnitts Pfingsten 1996 eröffnet. Er befindet sich in der Nähe der Gaststätte „Forellenhof“ im Norden von Schmalzgrube.
Schmalzgrube ⊙

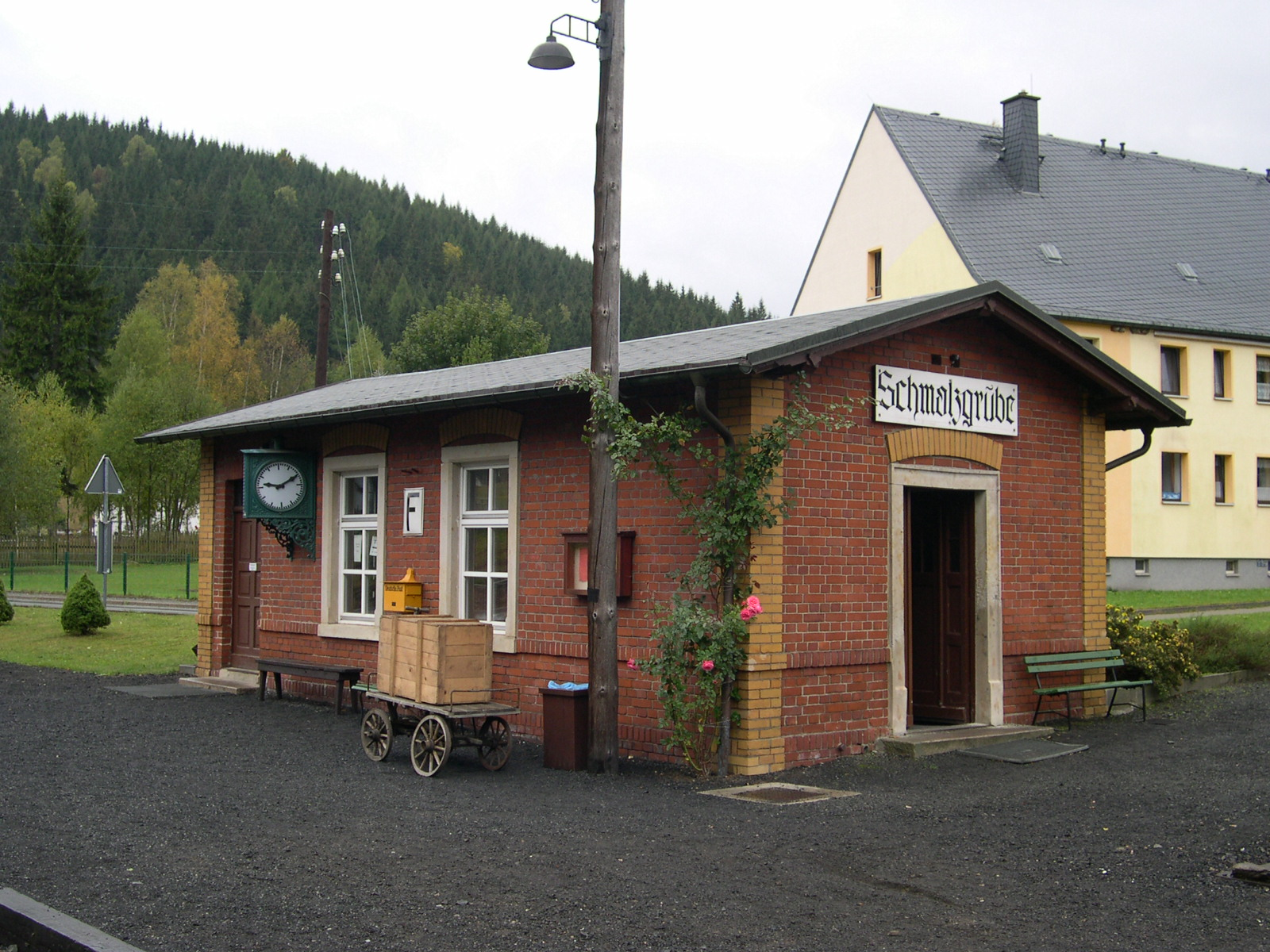
Bahnhof Schmalzgrube, 2003

Der Bahnhof Schmalzgrube besaß nur eine geringe Bedeutung im Reise- und Güterverkehr. Er bestand im Originalzustand aus einem Kreuzungsgleis und einem Ladegleis mit Seitenladerampe.
Heute dient der Bahnhof Schmalzgrube als Kreuzungsbahnhof im Museumsbahnbetrieb. Die Gleisanlagen wurden 1995/96 wiedererrichtet und um ein zweites Ladegleis neben der östlichen Laderampenseite ergänzt. Der Bahnhof Schmalzgrube ist Station der Dampfbahn-Route Sachsen.
Loreleifelsen ⊙

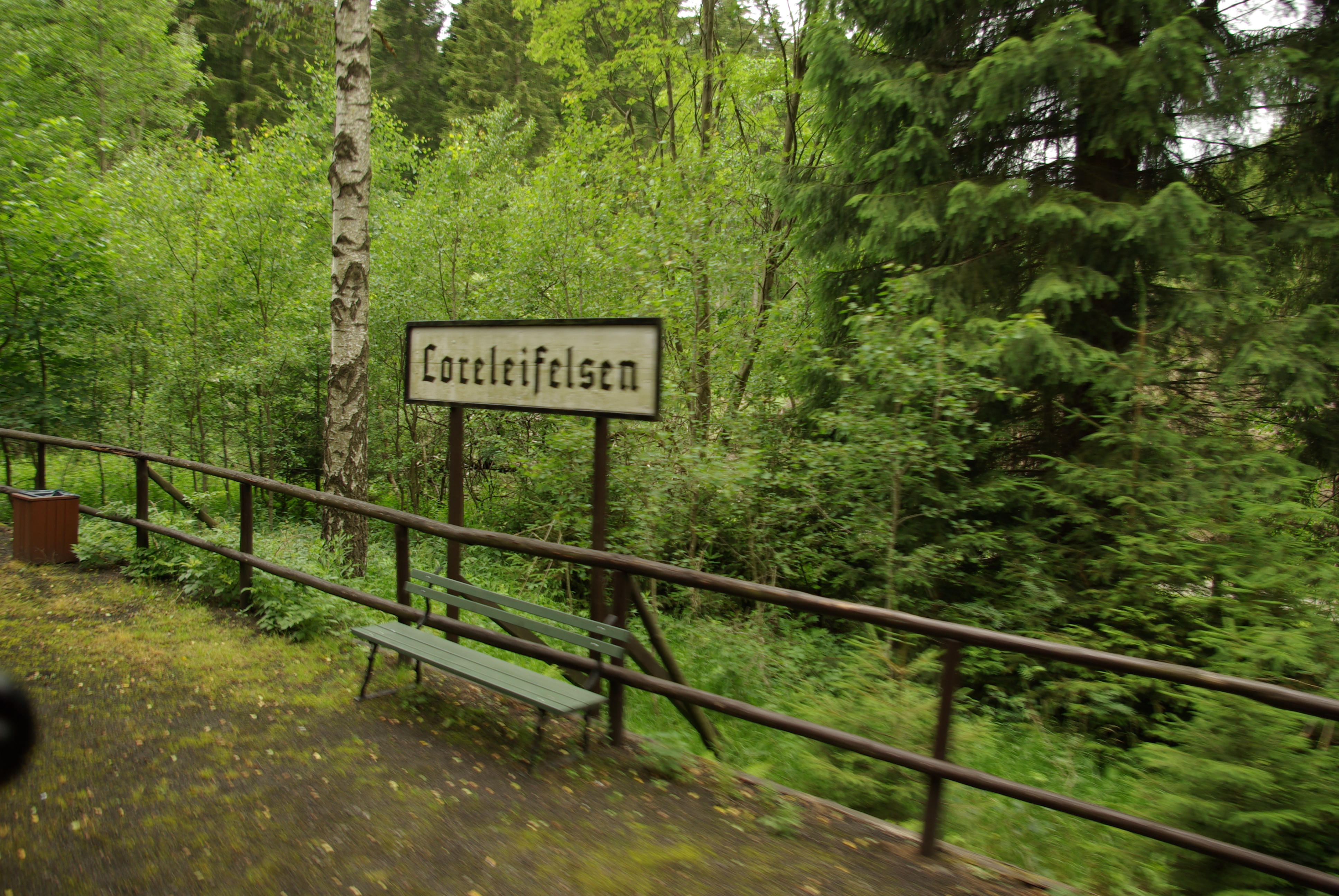
Haltepunkt Loreleifelsen, 2011

Der Haltepunkt Loreleifelsen wurde im Zuge des Wiederaufbaus des oberen Streckenabschnitts am 2. Juni 1995 eröffnet. Er befindet sich im Tal des in Schmalzgrube in die Preßnitz mündenden Schwarzwassers in der Nähe des Loreleifelsens.
Schlössel ⊙

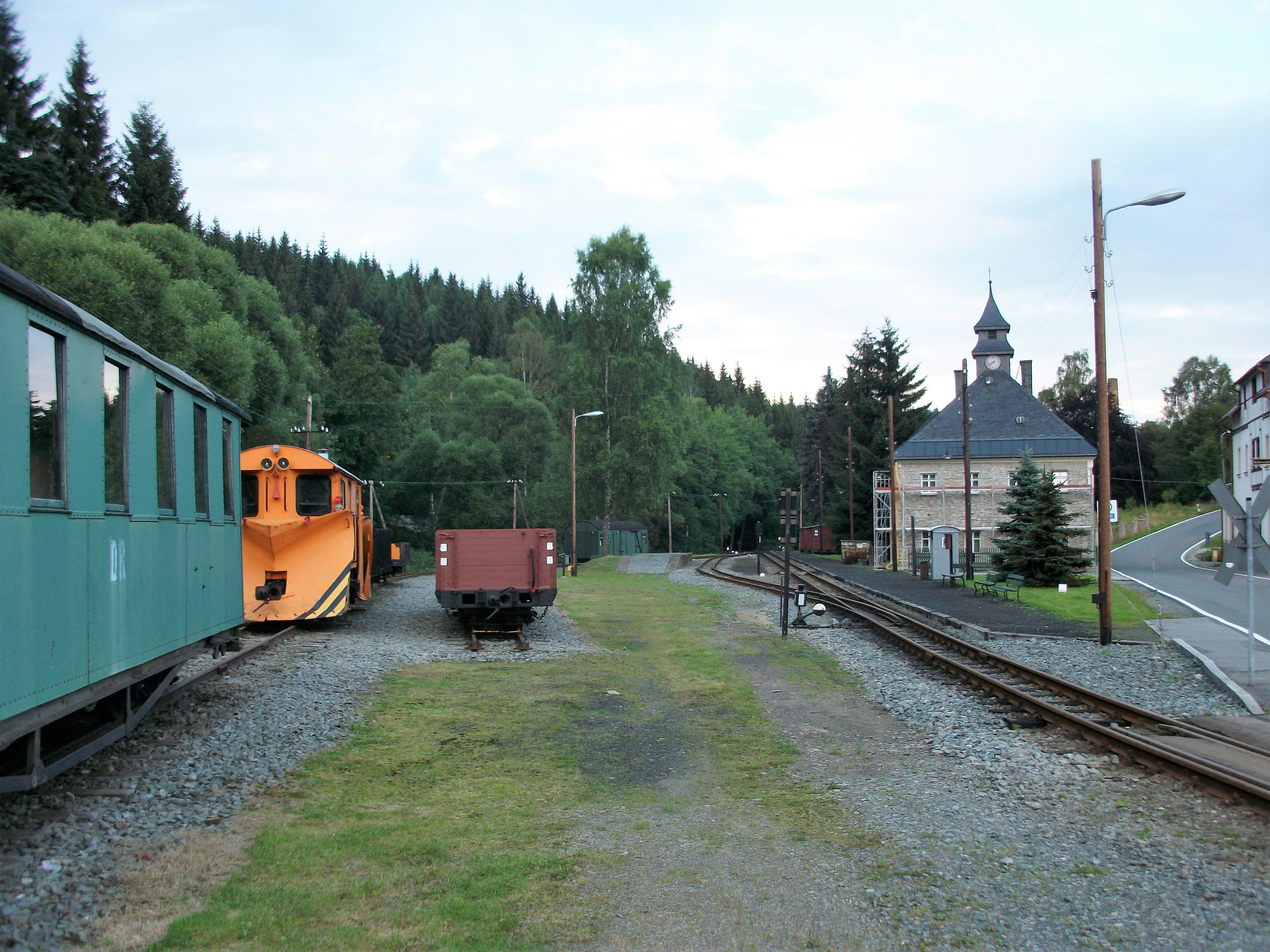
Bahnhof Schlössel

Der Haltepunkt Schlössel wurde am 1. Juni 1892 eröffnet. Zwischen dem 1. Juni 1923 und dem 1. Juni 1924 war die Station geschlossen. Im Frühjahr 1982 wurde zunächst der Güterverkehr eingestellt, der Personenverkehr folgte am 14. Januar 1984.
Im Zuge des Wiederaufbaus des oberen Streckenabschnitts bauten die Mitglieder der IG Preßnitztalbahn e. V. 1992/1993 neben dem Streckengleis auch das Ladegleis wieder auf. Zusätzlich entstanden hinter der Laderampe zwei Abstellgleise, die es zuvor nicht gegeben hatte. Seit Ende September 1993 wird der Bahnhof Schlössel aus Richtung Jöhstadt wieder angefahren, seit Pfingsten 1994 auch aus der anderen Richtung. In den folgenden Jahren wurde die Strecke kontinuierlich in Richtung Steinbach erweitert. In Richtung Jöhstadt wird direkt hinter der Station die „Schlösselstraße“ passiert.
Ausstellungs- und Fahrzeughalle ⊙

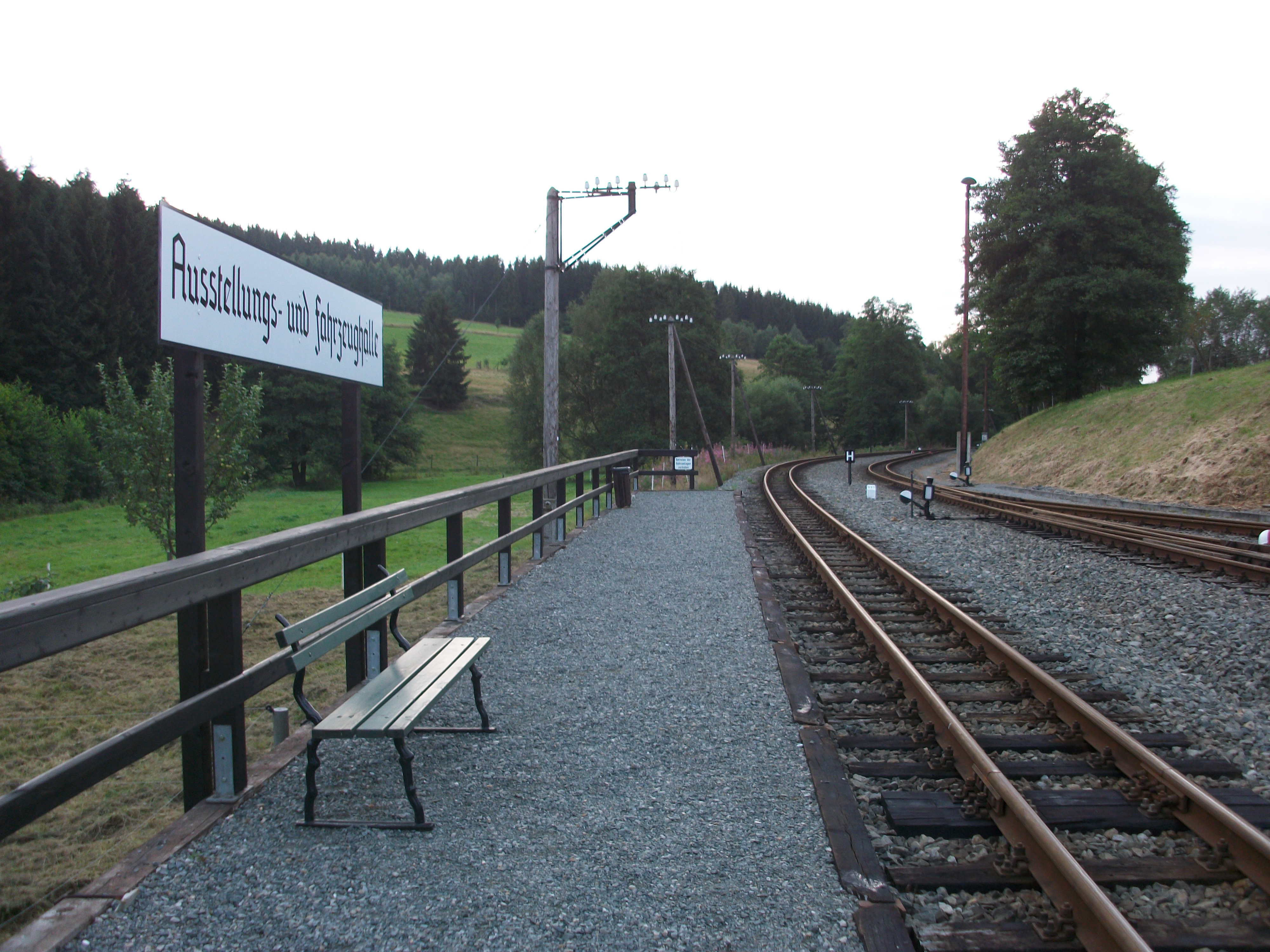
Haltepunkt Ausstellungs- und Fahrzeughalle

Der Haltepunkt Ausstellungs- und Fahrzeughalle wurde am 7. Juni 2014 im Jöhstädter Stadtteil Schlössel eröffnet. Er entstand, um Besuchern die 2005 eingeweihte Ausstellungs- und Fahrzeughalle der Museumsbahn besser zugänglich zu machen. Der derzeit jüngste Halt der Preßnitztalbahn wird nur bei Bedarf bedient. Er befindet sich südlich neben der Fahrzeughalle. Kurz vorher überquert die Eisenbahn aus Richtung Steinbach das Jöhstädter Schwarzwasser.
Jöhstadt ⊙

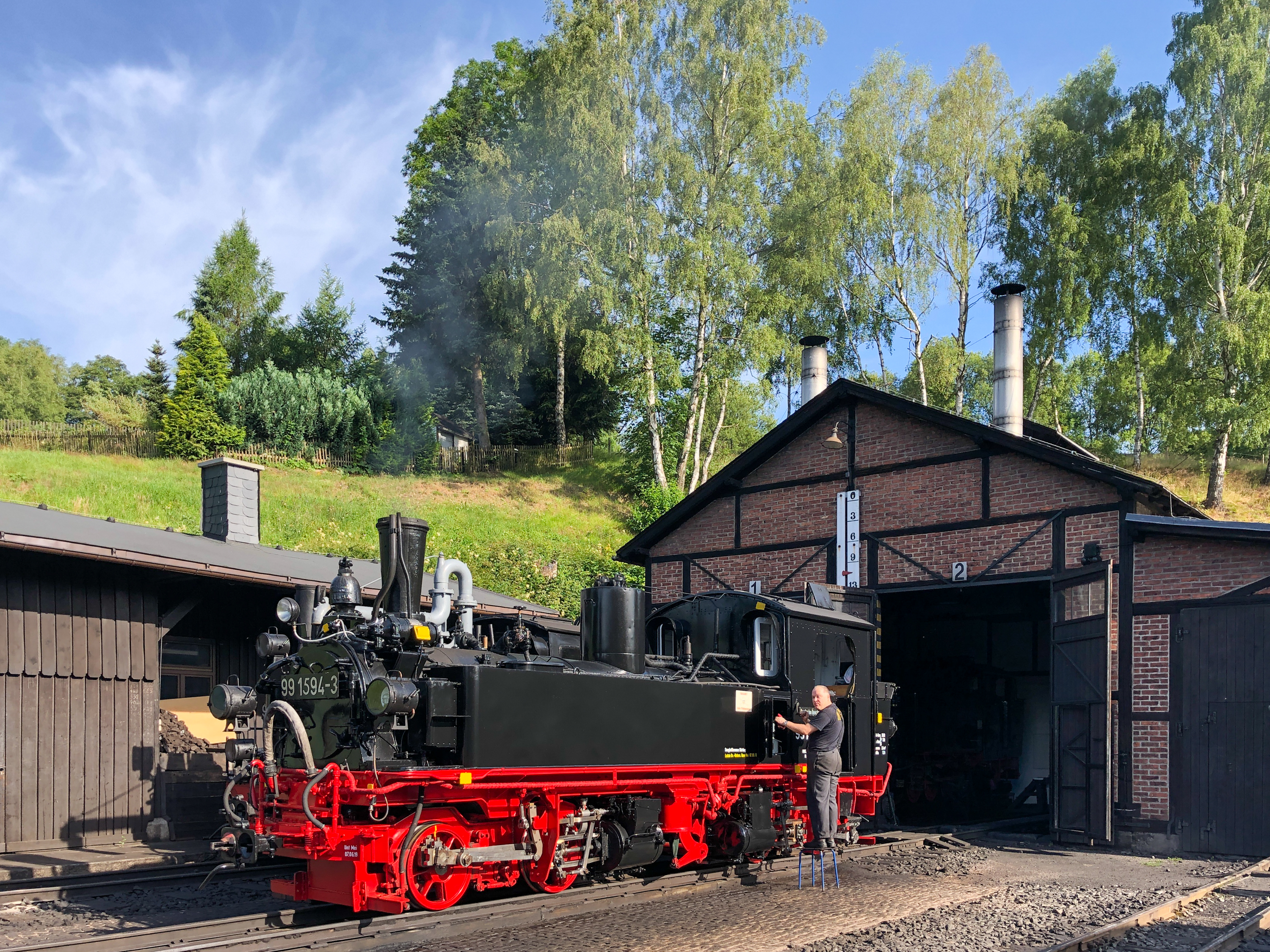
Lokschuppen am Bahnhof Jöhstadt 2019

Der Bahnhof Jöhstadt war (und ist) das Betriebszentrum der Preßnitztalbahn. Hier befand sich neben umfangreichen Abstellgleisen auch der bis heute erhaltene dreiständige Lokschuppen, der die Lokomotiven der Strecke beheimatete. Nach der Stilllegung des oberen Abschnittes im Januar 1984 begann im Sommer 1985 der Abriss der Gleisanlagen und des Güterschuppens. 1987 begann der Bau eines Wohnblockes auf dem Bahnhofsgelände, das Empfangsgebäude wurde fortan durch die Stadt Jöhstadt als Kinderkrippe genutzt.
Ab 1990 haben die Mitglieder der IG Preßnitztalbahn e. V. im Bereich des Lokschuppens zahlreiche Gleise für den Museumsbahnbetrieb neu errichtet. Ziel ist es, in den nächsten Jahren die kompletten Gleisanlagen wiederaufzubauen. Dazu ist im Jahr 2025 der Abriss des Betonwohnblockes vorgesehen, der sich bereits im Eigentum des Vereins befindet. Im Jahr 2018 erfolgte die Rekonstruktion der Gleise im Bereich der Laderampe und des Bahnübergangs Innere Bahnhofstraße sowie einige Meter entlang des Bahndamms in Richtung Jöhstadt Ldst. Seit September 2021 sind die vor dem Empfangsgebäude verlegten Gleise mit dem Streckengleis verbunden. Die Abfahrt und Ankunft der Museumszüge erfolgt jedoch noch immer im Bereich des Lokschuppens. 
Der Bahnhof Jöhstadt ist Station der Dampfbahn-Route Sachsen.
Jöhstadt Ldst ⊙

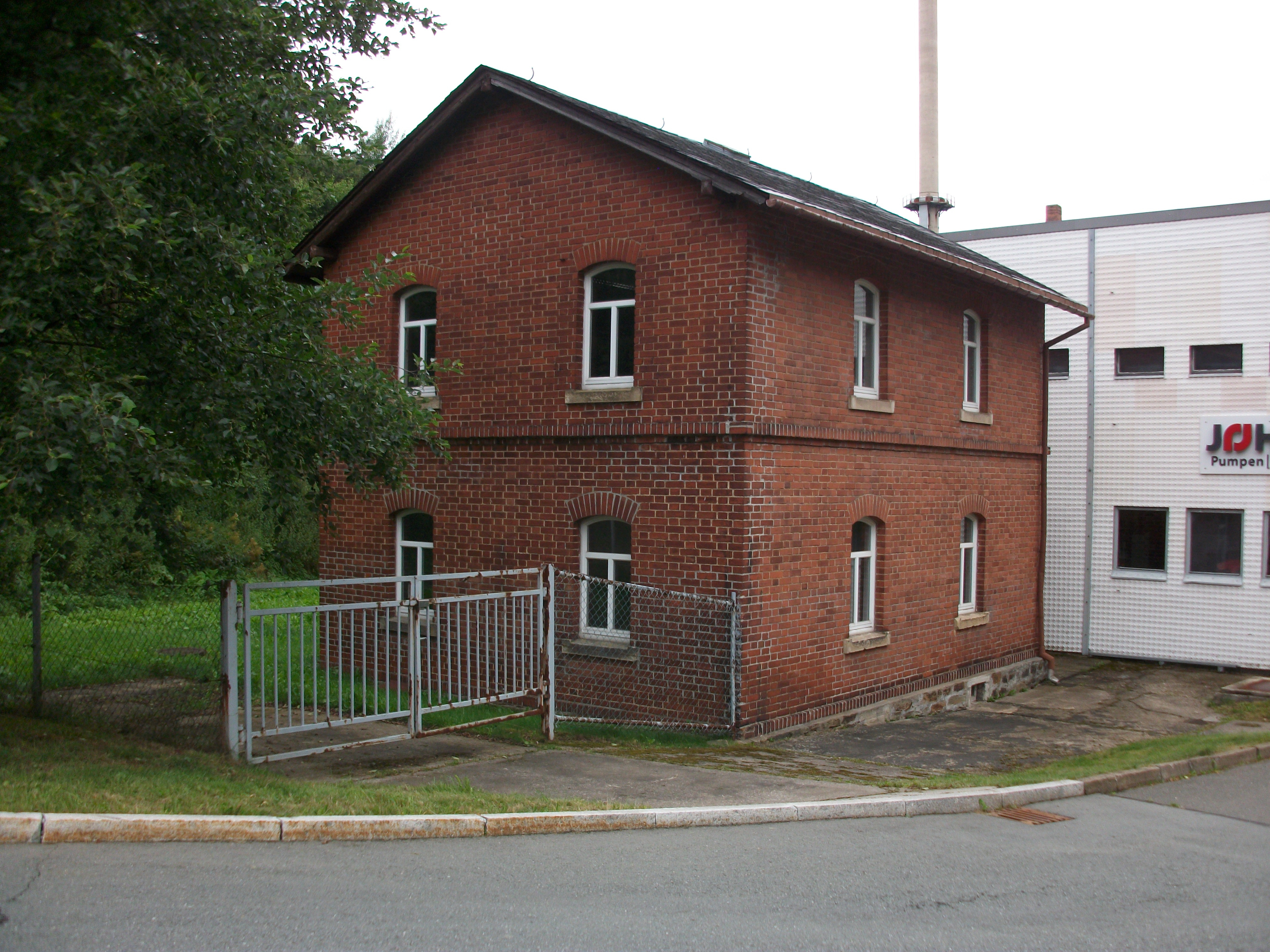
Jöhstadt Ladestelle, 2016

Jöhstadt Ladestelle wurde am 5. Mai 1893 für den Güterverkehr eröffnet. Seit 1911 war die Station als Jöhstadt Ldst ausgewiesen. Die Station befand sich im Tal des Jöhstädter Schwarzwassers direkt an der Grenze zu Böhmen. Ein 1913/14 ausgearbeitetes Projekt einer Streckenverlängerung von Jöhstadt in den böhmischen Nachbarort Weipert wurde aufgrund des mangelnden Bedarfs nach der politischen Veränderung in Folge des Ersten Weltkriegs nicht realisiert.
Nachdem die Ladestelle im Jahr 1964 außer Betrieb genommen worden war, begann 1967 der Abbau der Gleise. Für Rangierfahrten vom Bahnhof Jöhstadt blieb noch bis Anfang der 1980er Jahre ein Abschnitt erhalten. Das Gelände der Ladestelle gehört heute zu einer Firma für Pumpen- und Feuerlöschtechnik, die seit dem 19. Jahrhundert in diesem Bereich von Jöhstadt angesiedelt ist.

## Fahrzeugeinsatz

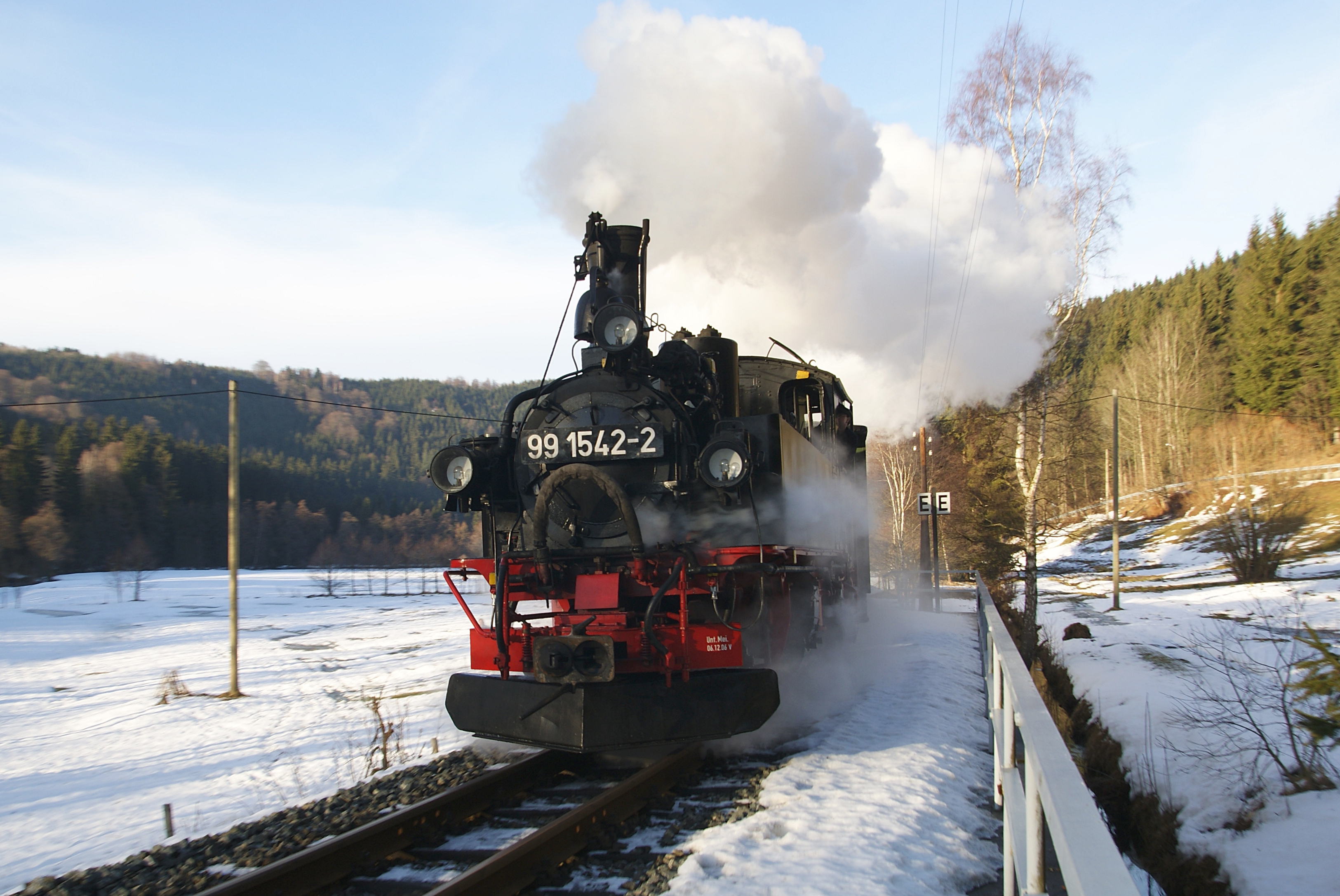
99 1542 der sächsischen Gattung IV K bei der Einfahrt in den Bahnhof Schmalzgrube.

Auf der mit 23 km vergleichsweise langen, aber auch bogenreichen und im oberen Abschnitt zudem steilen Schmalspurbahn Wolkenstein–Jöhstadt kamen ab ihrer Eröffnung zunächst Lokomotiven der späteren Gattung III K zum Einsatz. Zur Betriebseröffnung wurden 1892 drei noch weitgehend fabrikneue Lokomotiven der Gattung III K von Thum nach Jöhstadt umgesetzt. Später halfen zeitweise dann doch einige der schwächeren Lokomotiven der sächsischen Gattung I K auf der Schmalspurbahn Wolkenstein–Jöhstadt aus, die Hauptlast des Verkehrs trugen jedoch bis 1910 die III K. 1910 gelangten drei fabrikneue Lokomotiven der seit 1892 bewährten, noch leistungsstärkeren Gattung IV K zur Schmalspurbahn, um für den 1911/12 eingeführten Rollwagenverkehr entsprechend leistungsfähige Lokomotiven zur Verfügung zu haben. Bis 1923 schieden die nun in untergeordnete Dienste verdrängten III K aus dem Betriebsdienst aus. Die Lokomotiven der Gattung IV K sollten dann bis zur Betriebseinstellung im Jahr 1986 die einzige hier eingesetzte Gattung sein.
Der Güterverkehr wurde ab 1911 mittels Regelspurwagen, die auf Rollfahrzeugen verladen wurden, durchgeführt. Die eingesetzten Wagen entsprachen den allgemeinen sächsischen Bau- und Beschaffungsvorschriften für die Schmalspurbahnen und konnten daher freizügig mit Fahrzeugen anderer sächsischer Schmalspurstrecken getauscht werden.
Nach der Stilllegung wurden die Lokomotiven auf andere Strecken umgesetzt. Ein Großteil der Wagen fand ebenfalls bei anderen Strecken neuen Einsatz, ein kleiner Teil wurde zerlegt oder an Einheimische als Schuppen verkauft.

## Interessengemeinschaft Preßnitztalbahn

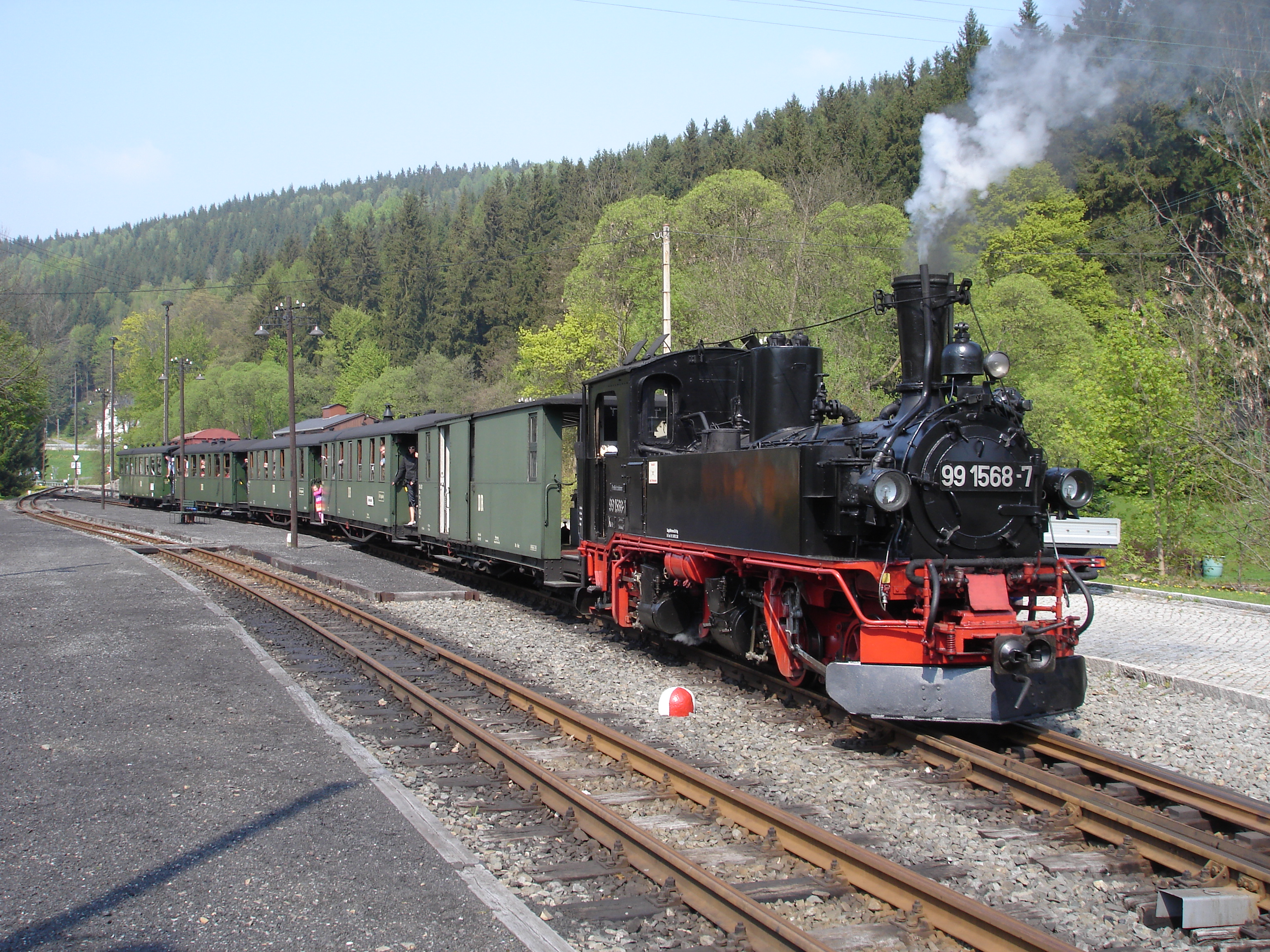
Museumszug im Stil der 1970er Jahre im Bahnhof Schmalzgrube

Im Oktober 1988 gründete sich in Großrückerswalde als Ortsgruppe des Kulturbundes der DDR die Interessengemeinschaft Preßnitztalbahn mit dem Ziel, Zeitzeugen und Erinnerungsstücke an die stillgelegte Preßnitztalbahn zu erhalten. Zeitweilig bestand sogar die Vorstellung, in Großrückerswalde einen Denkmalszug nach dem Vorbild von Geyer aufzustellen. Inmitten dieser Bemühungen wurde durch die politische Wende in der DDR und durch zahlreiche Eisenbahnfreunde die Idee angestoßen, die Preßnitztalbahn als Museumsbahn bis Wolkenstein wiederaufzubauen. Unter Anerkennung der Realitäten änderte der im Oktober 1990 neu gewählte Vereinsvorstand das Ziel dahingehend, eine Museumsbahn zwischen Jöhstadt und Schmalzgrube mit der Verlängerungsoption bis nach Steinbach aufzubauen.
Seit 22. November 1990 ist die IG Preßnitztalbahn nach bundesdeutschem Recht im Vereinsregister eingetragen. Der Verein ist heute Betriebsführer der Museumsbahn Steinbach–Jöhstadt und Eigentümer fast aller Fahrzeuge, ausgenommen einiger weniger Leih- und Gastfahrzeuge. Als Eisenbahninfrastrukturunternehmen fungiert die Stadt Jöhstadt, die dafür im Jahre 1994 vom Freistaat Sachsen die Konzession erhielt. Der Verein hat rund 600 Mitglieder (Stand November 2023) und seinen Sitz in Jöhstadt im Empfangsgebäude. Die Vereinsmitglieder arbeiten ehrenamtlich beim Fahrbetrieb der Museumsbahn, der Strecken- und Fahrzeugunterhaltung.

### Fahrzeuge
Die Interessengemeinschaft Preßnitztalbahn e. V. besitzt folgende Fahrzeuge:
- 5 eigene Dampflokomotiven: 99 1542, 99 1568, 99 1590, 99 1594 (alle Sächsische IV K), 99 1715 (Sächsische VI K, Leihgabe der 99 715 GbR), sowie die 99 4511 (Einzelstück)
- 3 Diesellokomotiven (Ns4 199 007 sowie V10C 199 008 und 199 009)
- 19 Reisezugwagen verschiedener sächsischer Bauarten (15 Personen- und 4 Gepäckwagen)
- 10 schmal- und 5 normalspurige Güterwagen
- 8 Rollfahrzeuge zum Transport regelspuriger Güterwagen
- 7 Bahndienstfahrzeuge

Sie fahren nach Fahrplan oder auf Bestellung auf der Museumsstrecke, werden aber auch bei Gasteinsätzen auf anderen 750-mm-Schmalspurbahnen eingesetzt.
Die Museumsbahn verkehrt von Mai bis Oktober an jedem Wochenende sowie zu Feiertagen (Ostern, Maifeiertag, Himmelfahrt, Pfingsten, 3. Oktober), im Advent sowie zwischen Weihnachten und Neujahr sowie zu jeder beliebigen Zeit auf Bestellung und Kundenwunsch.

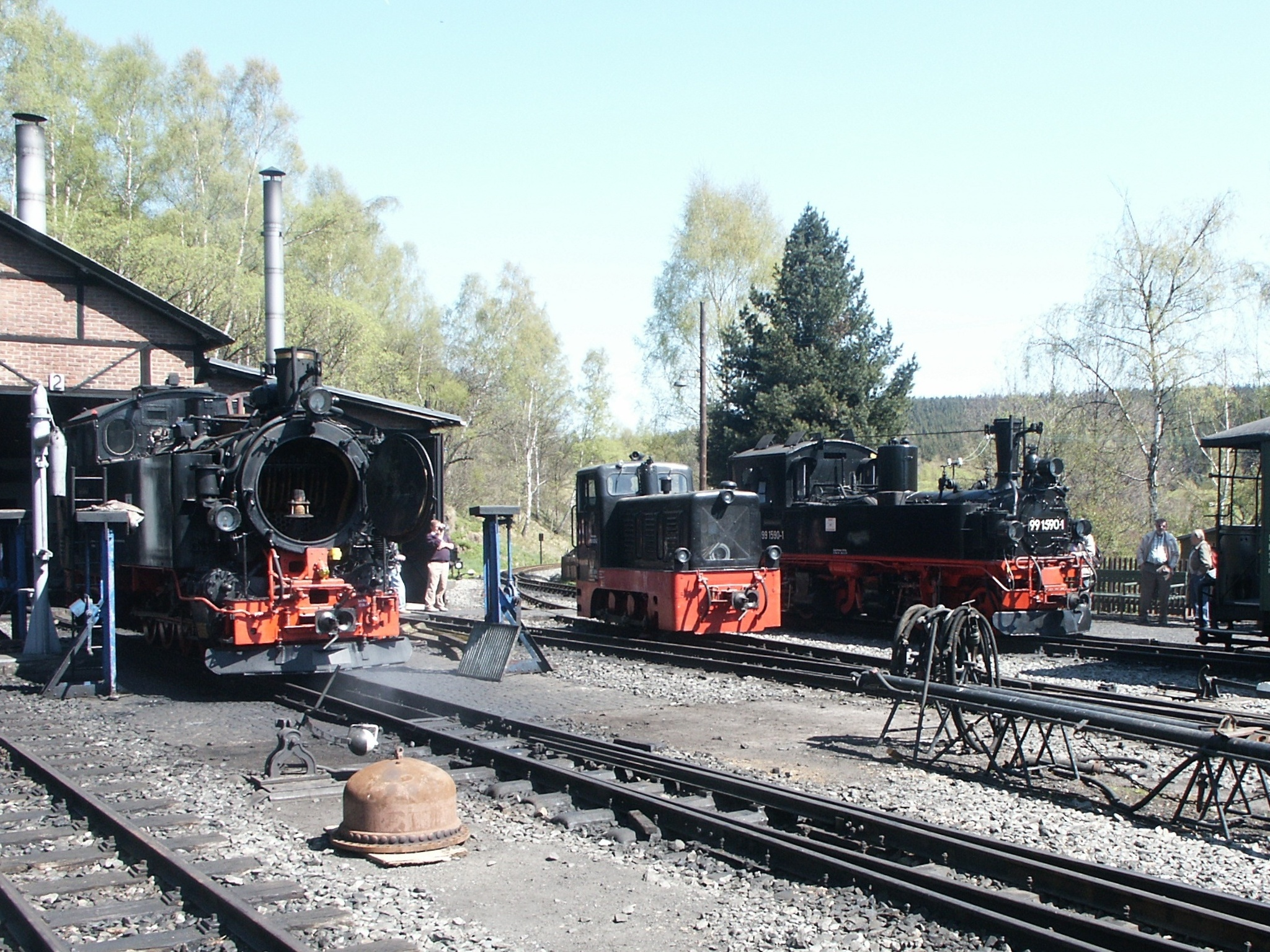
VI K 99 1715, V10C 199 009 und IV K 99 1590 in Jöhstadt
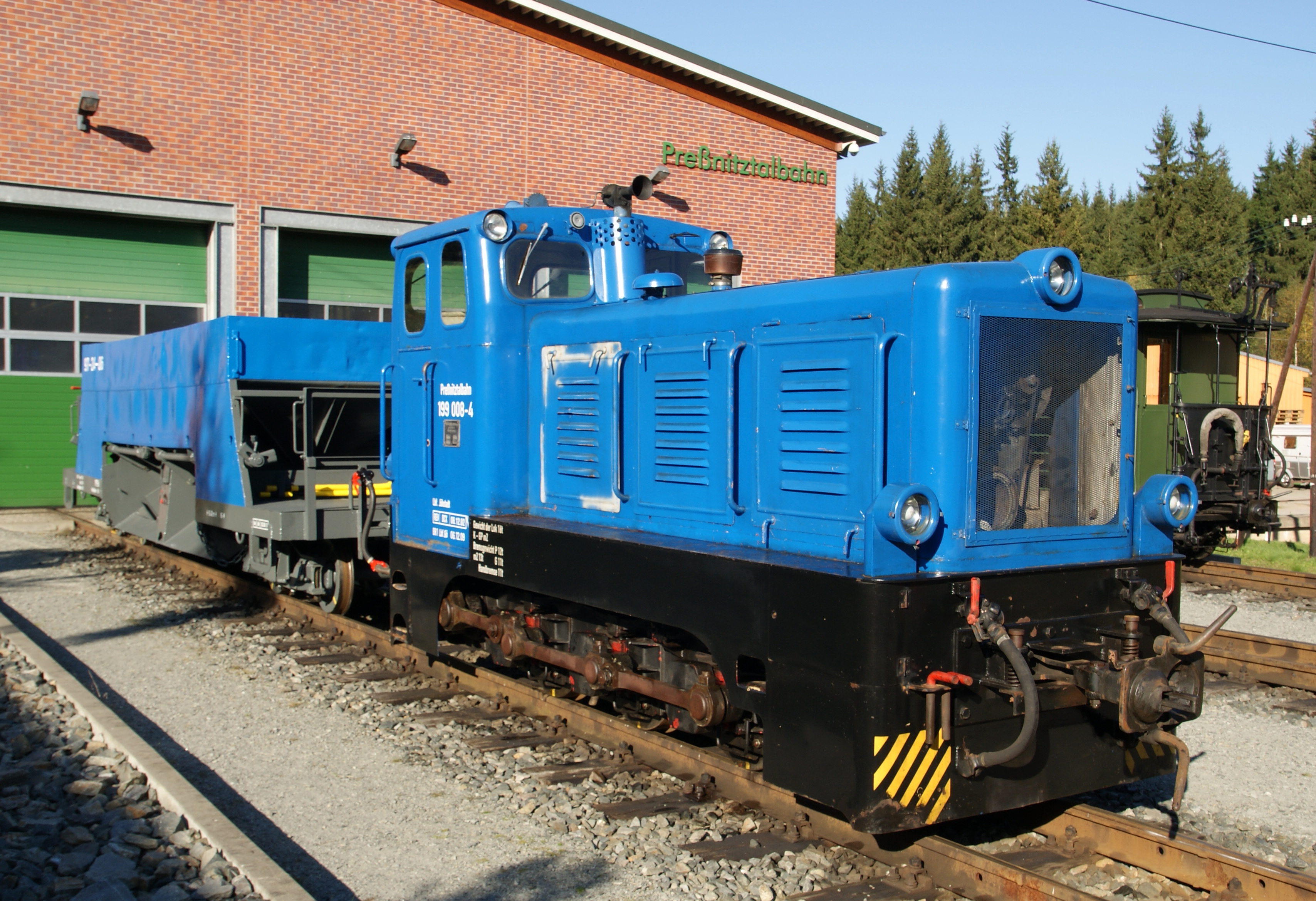
Die Diesellok 199 008 im Jahr 2011 vor der Ausstellungs- und Fahrzeughalle in Jöhstadt
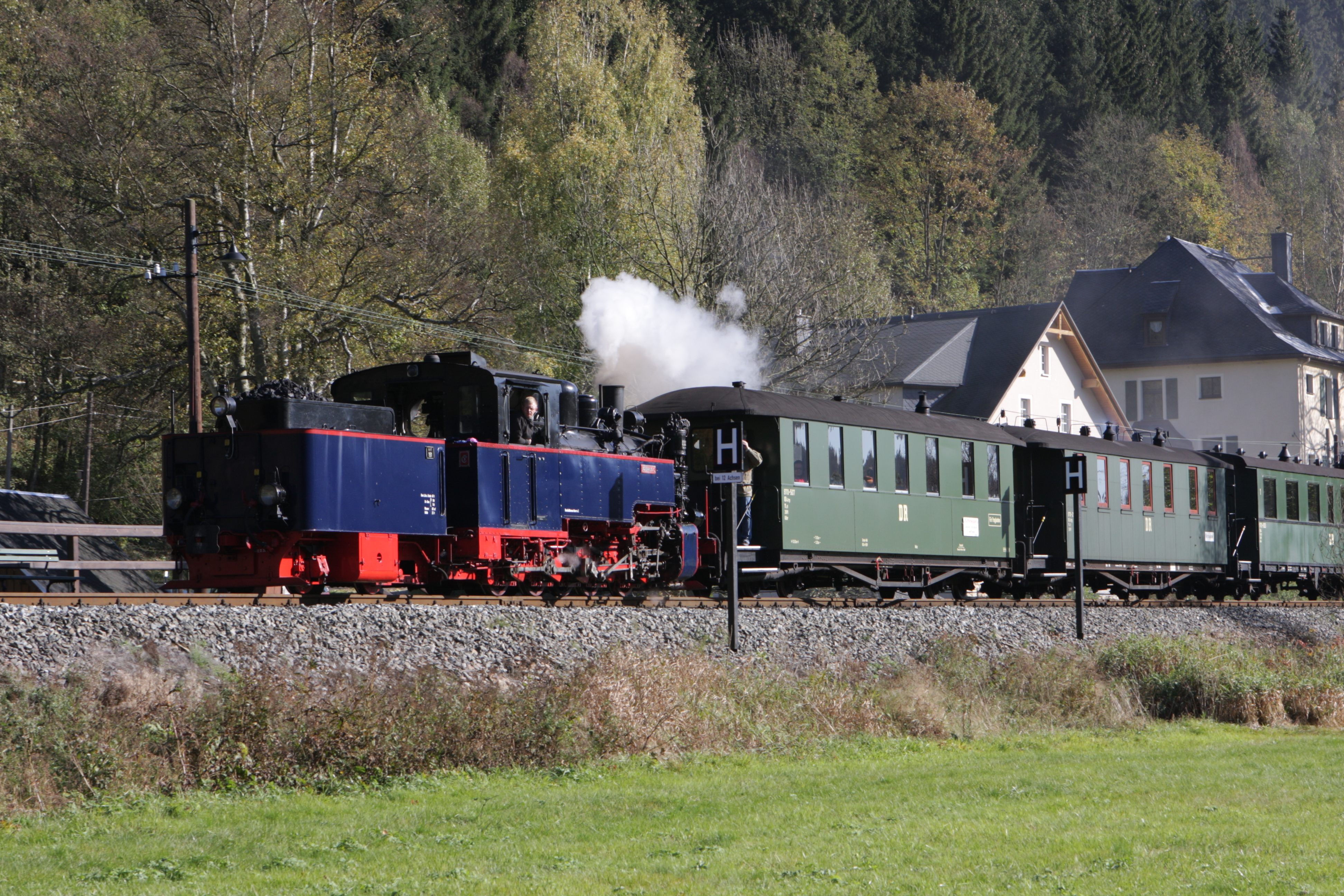
Gastlokomotive Aquarius C am Haltepunkt Forellenhof, 2011